# بوگاتی
بوگاتی (به فرانسوی: Bugatti) شرکت خودروسازی فرانسوی است که در سال ۱۹۰۹ توسط یک صنعت‌گر ایتالیایی به نام اتوره بوگاتی به منظور تولید خودروهای سفارشی در مولشایم فرانسه تأسیس شد.
با شروع جنگ جهانی دوم این شرکت نیز مانند بسیاری دیگر از شرکت‌های هم‌دوره خود با افت تولید مواجه شد. تا سال ۱۹۴۷ که اتوره بوگاتی درگذشت، این شرکت بیش از ۸ هزار دستگاه خودرو تولید کرده بود. در آغاز دهه ۱۹۵۰ بوگاتی آخرین مدل خود را تولید نمود و در سال ۱۹۶۳ عملاً تولید این شرکت متوقف گردید.
در دهه ۱۹۹۰ کارخانه بوگاتی با سرمایه یک کارآفرین ایتالیایی برای تولید محدود خودروهای اسپورت، بار دیگر راه‌اندازی شد. هم‌اکنون شرکت بوگاتی اتومبیلز جایگزین این شرکت است که در سال ۱۹۹۸ توسط گروه فولکس‌واگن خریداری شد و امروزه تحت مدیریت این شرکت آلمانی فعالیت می‌نماید.

## تاریخچه

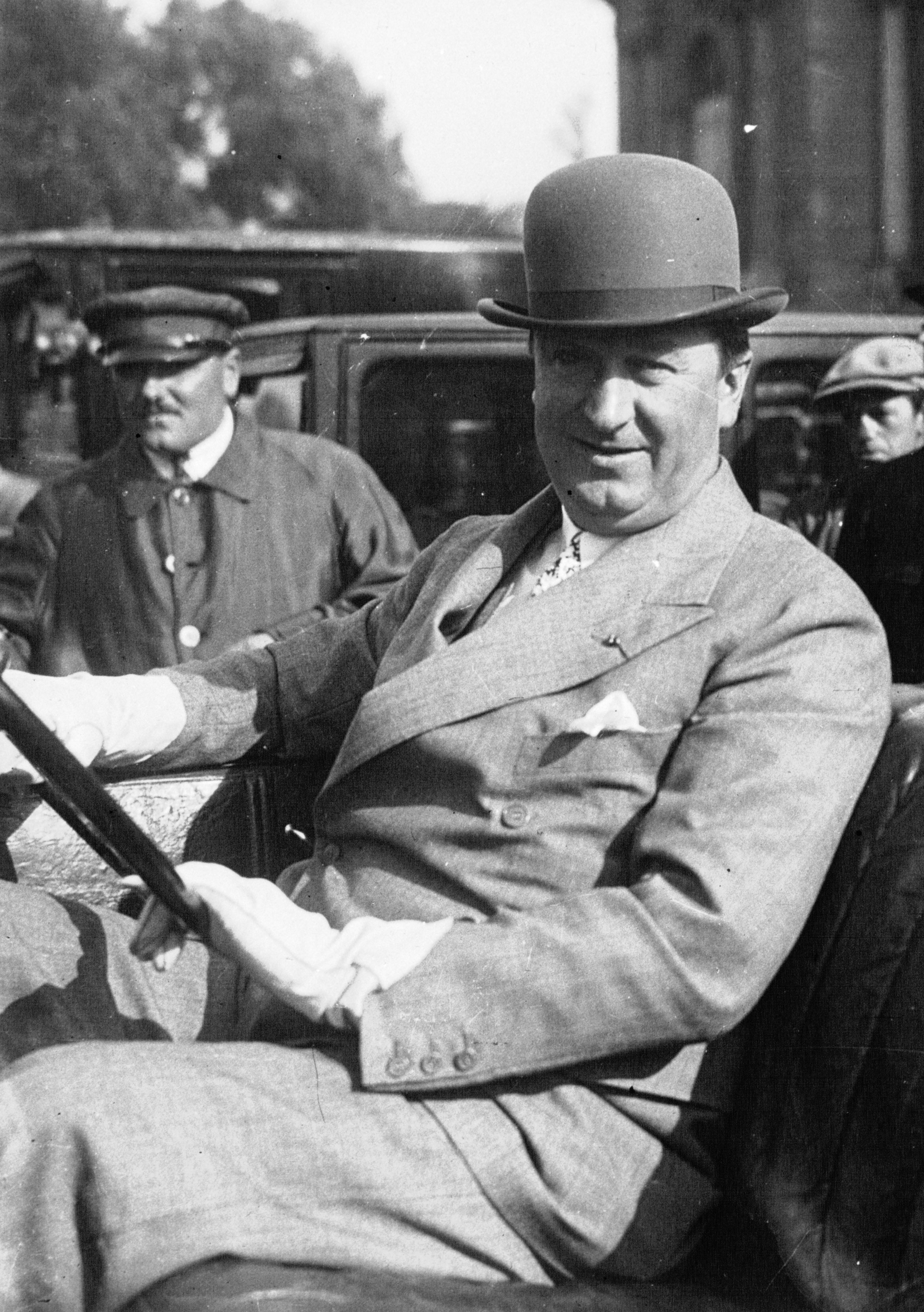
اتوره بوگاتی در سال ۱۹۲۶

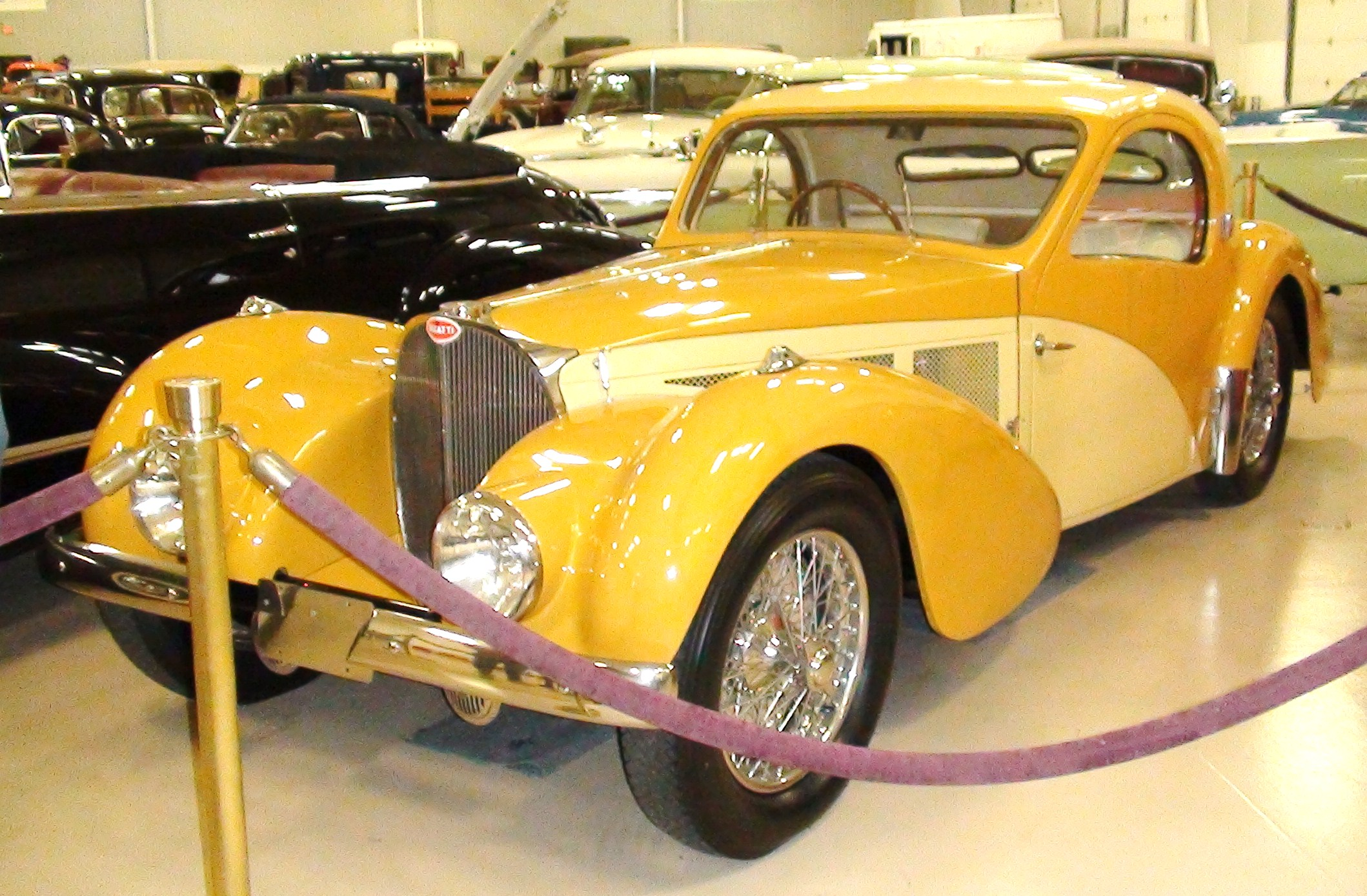
بوگاتی تیپ ۵۷ آتلانتیا، مدل ۱۹۳۷

اتوره بوگاتی در پایان قرن نوزدهم در میلان زاده شد. در سال‌های پایانی قرن نوزدهم و آغازین قرن بیستم تلاش بسیاری برای ساخت خودرو کرد. نخست خودرویی با دو سیلندر ساخت که با آن موفق شد، در یک مسابقه رالی برنده شود، این اتفاق انگیزه‌های او را چنان افزایش داد، که تنها دو سال بعد، خودرویی با چهار سیلندر ساخت.
با توجه به ماهیت هنری خانواده بوگاتی (پدرش کارلو بوگاتی (۱۸۵۶–۱۹۴۰) طراح مبلمان و جواهرات بود) اتوره نیز در هر دو زمینه طراحی و تولید صنعتی دارای تخصص بود. او به‌عنوان طراح برای چندین شرکت کار کرد و سرانجام به دلیل طراحی و ساخت خودرویی کوچک، با موتور چهار سیلندر و حجم ۱۲۰۸ سی‌سی مشهور شد.
در مرحله بعد، بوگاتی خودرویی کوچک با موتور ۸۵۵ سی‌سی ساخت، که توسط شرکت پژو خریداری شد. همچنین در سال ۱۹۱۳ خودرویی با موتور ۵۰۰۰ سی‌سی تولید کرد. با وجود این‌که از آن مدل فقط ۳ نمونه ساخته شد، اما همین طرح، راه‌گشای ساخت موتورهای سه سوپاپ نوع بوگاتی ۳۷ در دهه ۱۹۲۰ گردید.
یکی دیگر از تولیدات این شرکت، بوگاتی تیپ ۱۳ بود که تا جنگ جهانی اول تولید آن ادامه داشت. در طول جنگ، بوگاتی به تولیدات نظامی متمایل شد. از سال ۱۹۱۳ بوگاتی، رؤیای ساخت خودروی را در سر می‌پروراند که با آن بتواند دنیا را تسخیر کند. رؤیای او در سال ۱۹۲۶ با مدل بوگاتی رویال به حقیقت پیوست. این خودرو به تعداد انگشت شمار (۶ عدد) ساخته شد که در نهایت به دلیل بحران اقتصادی آن زمان، فروش آنها با مشکل مواجه شد.
بوگاتی در سال ۱۹۲۲ با مدل ۸ سیلند و ۲۰۰۰ سی‌سی به نام بوگاتی تیپ ۳۰ در بازار فروش خودرو موفقیت چشم‌گیری بدست آورد. در سال ۱۹۲۴ بوگاتی تیپ ۳۵ ساخته شد. اما به‌علت عدم توانایی‌های لازم برای شرکت در مسابقات، این خودرو به افراد غیرحرفه‌ای فروخته شد.
در فاصله میان دو جنگ جهانی بوگاتی تیپ ۳۰ موفق‌ترین خودرو مسابقه‌ای بوگاتی بود و تا سال ۱۹۲۶ موفق به پیروزی در ۱۲ مسابقه در مسابقات جایزه بزرگ موناکو شد. بوگاتی تیپ ۳۷ با موتوری ۱۵۰۰ سی‌سی برای افرادی ساخته شد، که توانایی خرید بوگاتی تیپ ۳۵ را نداشتند.
پس از آن بوگاتی تیپ ۴۰ با بازدهی مناسب و قیمتی قابل قبول که بسیاری از مردم توانایی خرید آن را داشتند، به بازار عرضه شد. این خودرو با قدرت ۳۰۰ اسب بخار، بسیار مهیج بود، اما فقط ۶ نمونه از آن ساخته شد، که تنها ۳ دستگاه از آن به‌فروش رسید و بقیه نزد خانواده بوگاتی باقی‌ماند.
اتوره بوگاتی سپس به علت مشکلات مالی، ناچار به مهاجرت به پاریس شد و در آنجا به طراحی هواپیما و کشتی پرداخت؛ اما پسرش جین در کارخانه واقع در مولشیم باقی‌مانده و راه پدر را ادامه داد.
جین بوگاتی در آغاز ورود خود به کارخانه بوگاتی تیپ ۵۷ دارای موتور ۸ سیلندر ۳۳۰۰ سی‌سی را تولید و در سال ۱۹۳۴ به بازار عرضه کرد. در سال ۱۹۳۹ تعداد ۶۸۳ دستگاه از این خودرو ساخته شد. جین بوگاتی در ماه اوت سال ۱۹۳۹ دقیقاً پیش از آغاز جنگ جهانی دوم، هنگام آزمایش مدل مسابقه‌ای از خودرو بوگاتی تیپ ۵۷ در نزدیکی کارخانه مولشیم، در گذشت.
پس از درگذشت جین، کارخانه مولشیم بار دیگر مشغول ساخت وسایل نقلیه جنگی شد. اتوره بوگاتی به بوردو منتقل و مشغول فعالیت بر روی چند پروژه شد. سپس اتوره اقدام به راه‌اندازی کارخانه‌ای دیگر در حومه شهر پاریس نمود و با کمک پسر کوچکترش رولند بوگاتی تیپ ۷۳ با موتور ۱۵۰۰ سی‌سی را ساخت. اگر چه تا زمان مرگش در ماه اوت سال ۱۹۴۷ فقط تعداد اندکی از این خودرو تولید شد.

## انحلال بخش خودروسازی

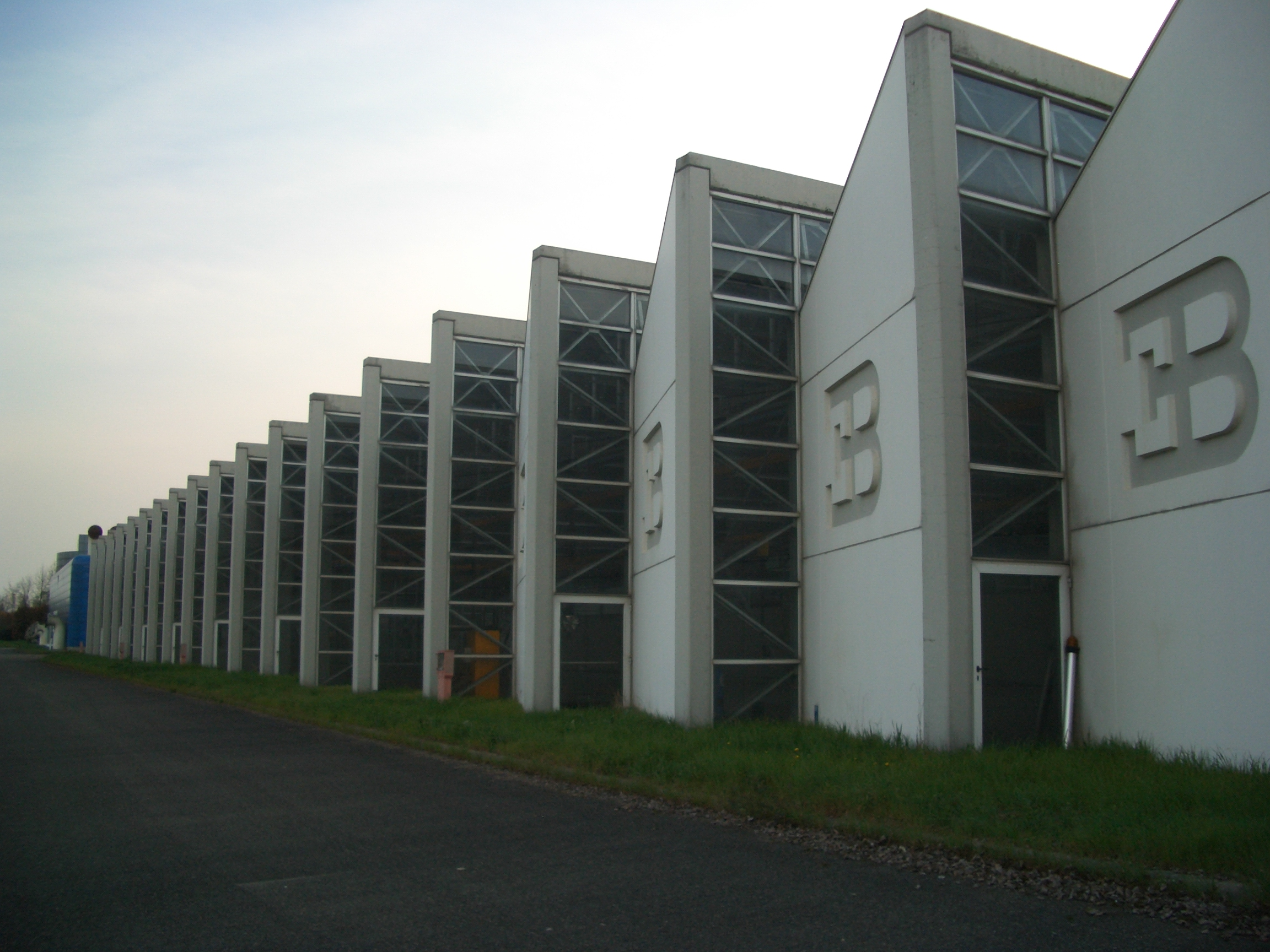
کارخانه اصلی بوگاتی، در مولشیم، فرانسه

در سال ۱۹۵۱ یک مدل تجدیدنظرشده، به نام بوگاتی تیپ ۵۷ در کارخانه مولشیم تحت مدیریت ساخته شد. پس از این تاریخ تلاش‌ها برای نگه‌داشتن کارخانه با شکست مواجه شد و در سال ۱۹۶۳ شرکت هیسپانو-سویزا، کارخانه را خریداری نمود.
شرکت بوگاتی در ابتدای دهه ۱۹۷۰ جذب یک کارخانه هواپیماسازی فرانسوی بنام اسنیکما شد و کارخانه مولشیم، به تولید قطعات هواپیما پرداخت. پس از این انتقال، عملاً بخش خودروسازی بوگاتی کاملاً منحل شد.

## بوگاتی خودروی اس‌پی‌ای
برای زنده نگه داشتن یاد و نام بوگاتی، کارآفرین ایتالیایی؛ رومانو آرتیولی با مشارکت گروهی از تجار اروپایی، در سال ۱۹۸۷ نام تجاری بوگاتی را خریداری کردند. شرکت جدید، با نام بوگاتی خودروی اس‌پی‌ای در شهر کمپوگالیانو، ایتالیا راه‌اندازی و کارخانه آن نیز در همین شهر دایر شد.
در سال ۱۹۸۹ پائولو استانزانی و مارچلو گاندینی که لامبورگینی میورا را طراحی کرده بودند، از سوی بوگاتی برای ساخت مدل جدید انتخاب شدند. این مدل بوگاتی ای‌بی۱۱۰ نام گرفت، که حرفه‌ای‌ترین خودروی اسپورتی بود، که تا آن زمان تولید می‌شد.

## بوگاتی اتومبیلز

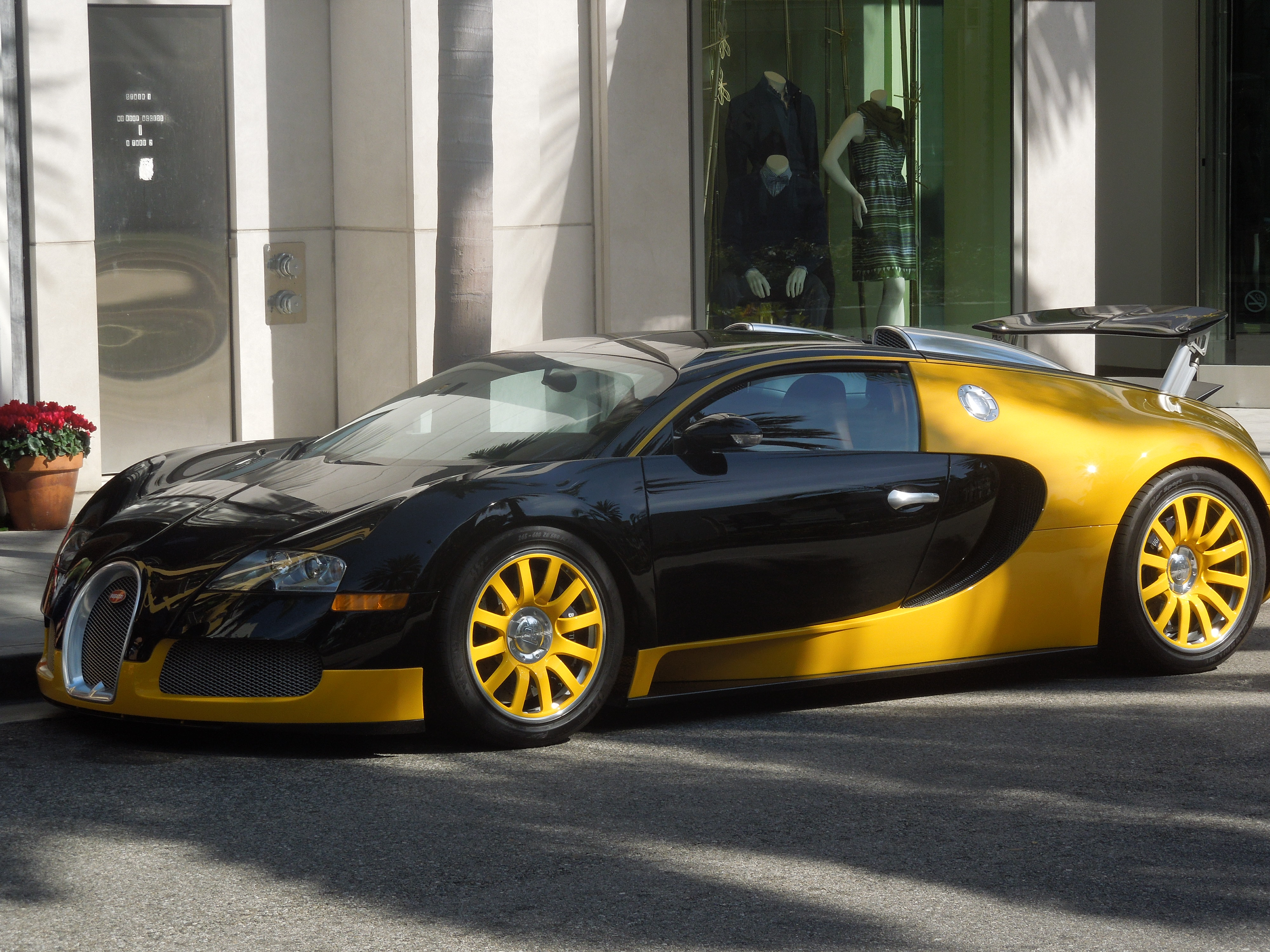
بوگاتی ویرون متعلق به بیژن پاکزاد، روبروی بوتیک بیژن در بورلی هیلز، لس‌آنجلس

در سال ۱۹۹۸ بخش تولید خودروی شرکت بوگاتی، توسط گروه فولکس‌واگن خریداری شد و در پی آن، نام شرکت به بوگاتی اتومبیلز تغییر پیدا کرد. نخستین مدل تولید شده پس از آن، مدل بوگاتی ای‌بی۱۱۸ بود، که در نمایشگاه خودرو پاریس در سال ۱۹۹۸ برای نخستین بار، رونمایی شد.
سپس مدل بوگاتی ای‌بی۲۱۸ تولید گشت، که این مدل نیز برای نخستین بار در نمایشگاه خودرو جنووا در سال ۱۹۹۹ به نمایش عموم گذاشته شد. مدل بوگاتی ۱۸/۳ کایرون نیز در نمایشگاه بین‌المللی خودروی فرانکفورت عرضه گردید. مدل پسین این شرکت نیز ابرخودروی بوگاتی ویرون بود.

## بوگاتی ویرون
بوگاتی ویرون برای نخستین بار در سال ۱۹۹۹ در نمایشگاه خودرو توکیو به نمایش درآمد. مدل نمایشی اولیه، به مدل تولیدی امروز شباهت بسیاری داشت و دارای ۱۸ سیلندر بود، که از سه ردیف ۶ سیلندر در کنار هم، تشکیل می‌شد.
مدیر عامل گروه فولکس‌واگن، قول ساخت آن را در سال ۲۰۰۰ داد، اما تصمیم بر به‌کارگیری یک موتور ۱۶ سیلندر به جای موتور ۱۸ سیلندر پیشین بود، که به شکل W-۱۶ (یعنی دو موتور ۸ سیلندر وی شکل در کنار یکدیگر) بود، که البته این قول عملی نشد. ویرون در سرعت‌های بالا پایداری کمی داشت، که همین امر باعث تصادف و نابودی یکی از مدل‌های آزمایشی آن گردید و یک دستگاه دیگر هم در مونتری در هنگام معرفی این خودرو، از پیست خارج شد.
پس از هزاران ساعت کار بالاخره بوگاتی ویرون در سپتامبر ۲۰۰۵ به تولید انبوه رسید، که از پیشرانه ۱۶ سیلندر نهایی، با حجم ۷۹۹۳ سی‌سی برخوردار بود. می‌توانست در ۲۰ دقیقه ۶۰ لیتر بنزین مصرف کند
در تبلیغات گفته شد که این مدل ۱۰۰۱ اسب بخار قدرت دارد، که البته آزمایش‌ها قدرت واقعی را بین ۱۰۲۰ تا ۱۰۴۰ اسب بخار نشان داد. بدین ترتیب این خودرو قوی‌ترین خودروی تولید انبوه جهان بود. حداکثر سرعت ۴۰۸ کیلومتر بر ساعت و شتاب ۰ تا ۶۰ مایل ۲٫۵ ثانیه است، که آن را به یکی از سریع‌ترین خودروهای جهان مبدل نموده است.

## نگارخانه

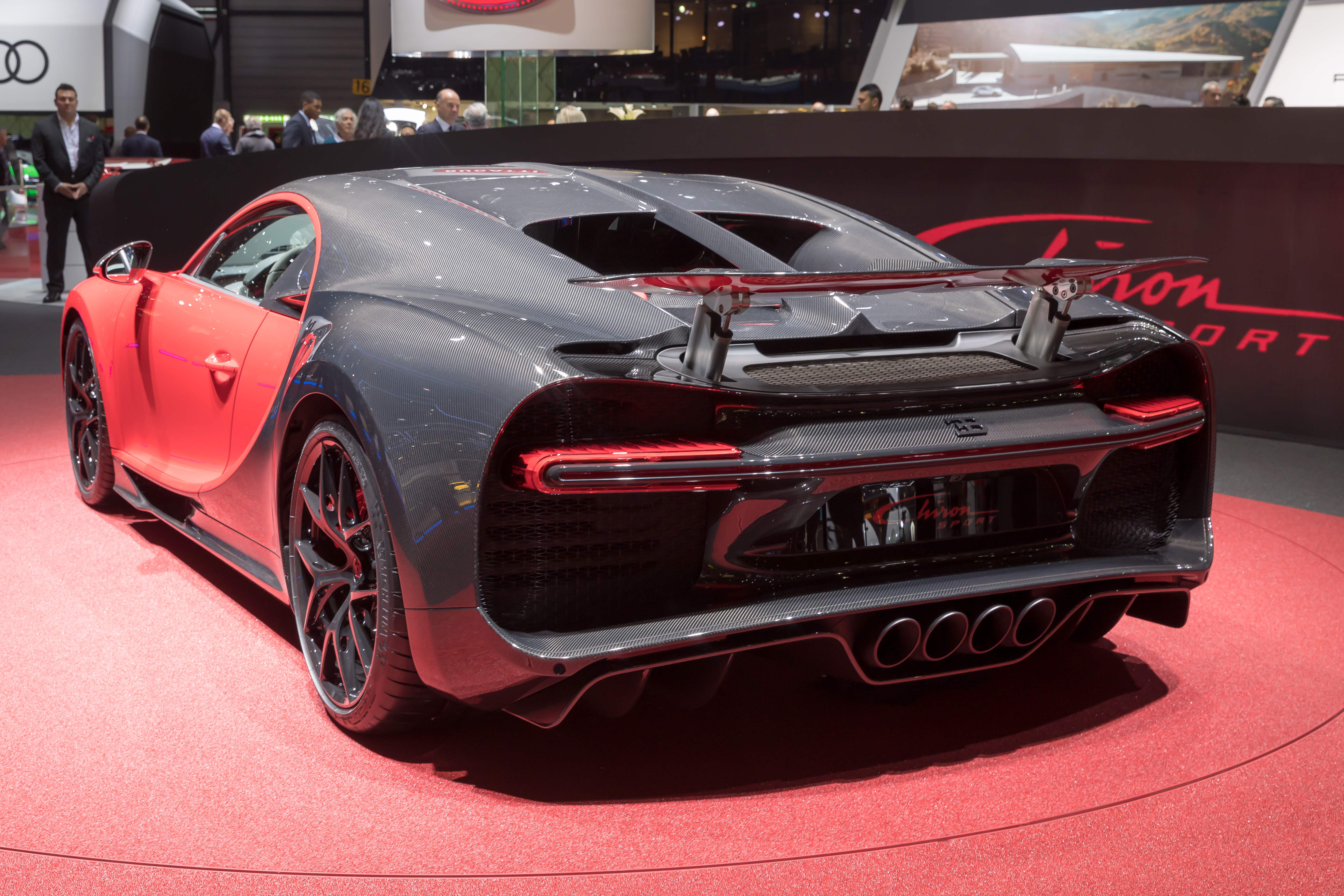

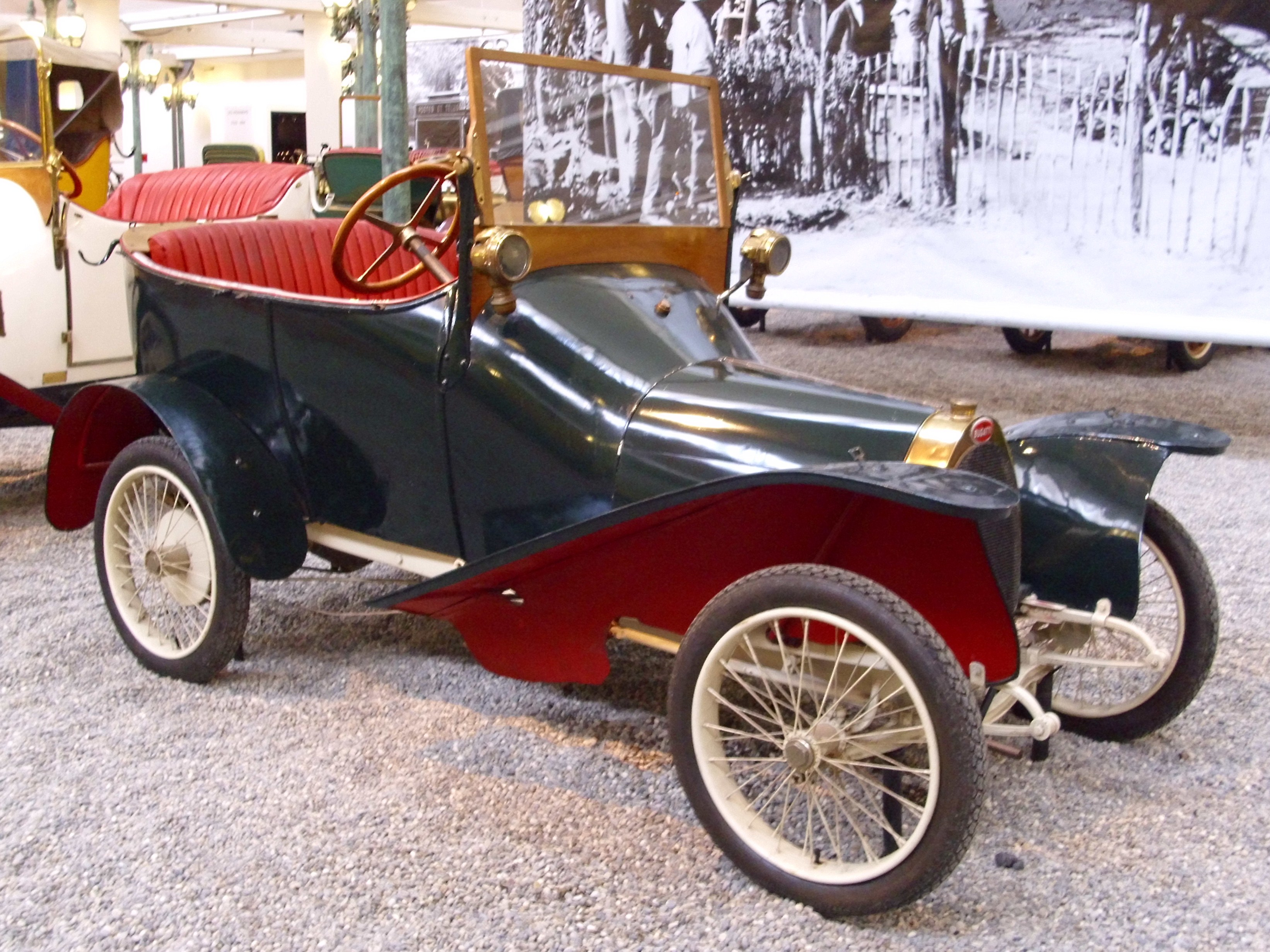
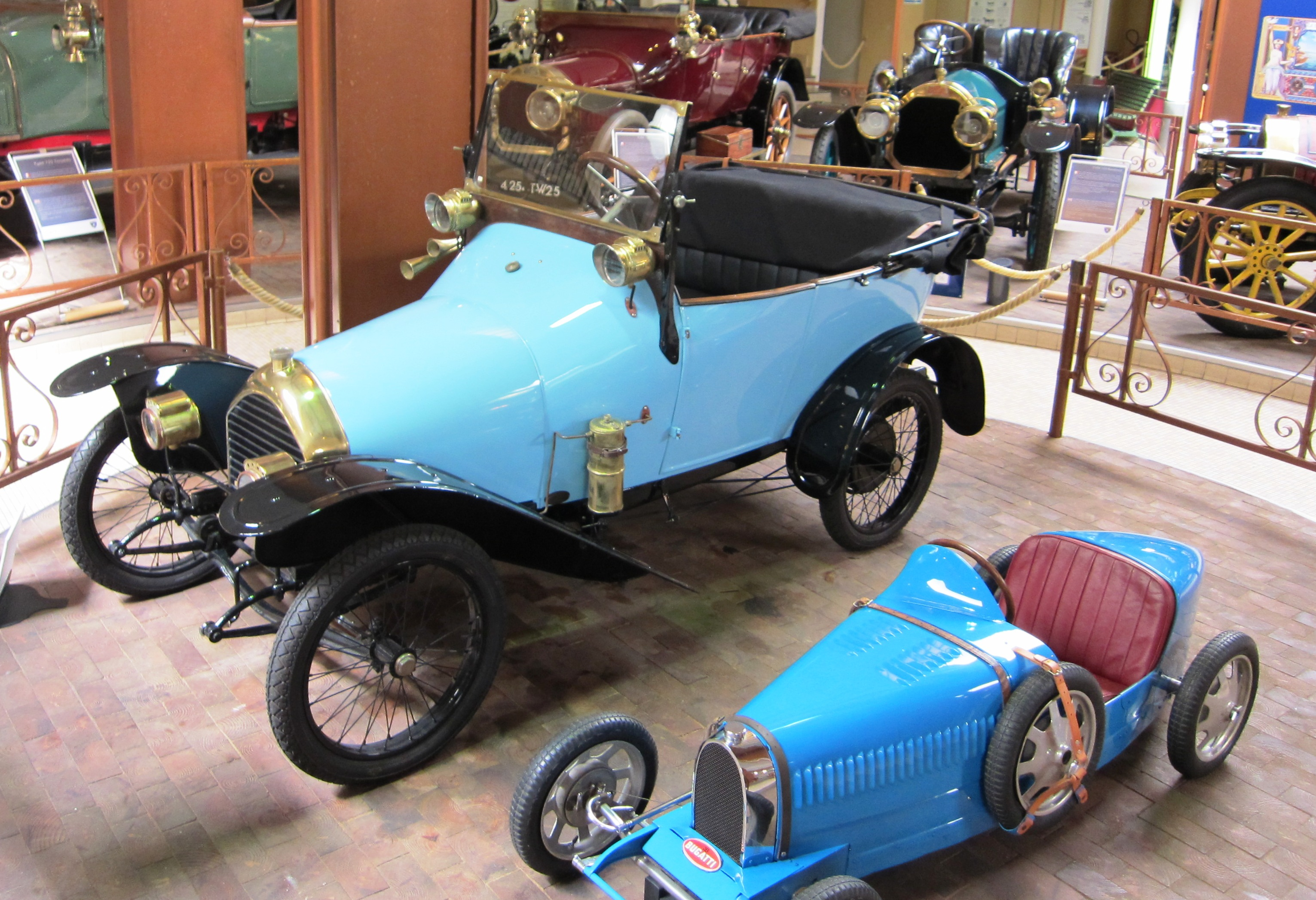
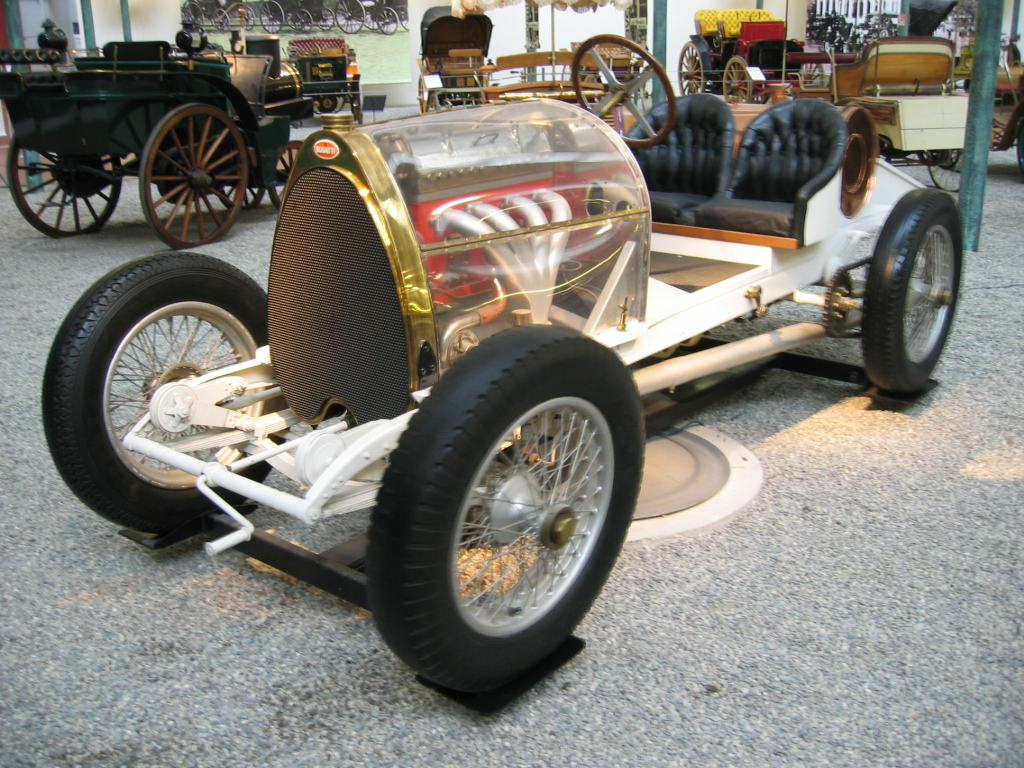
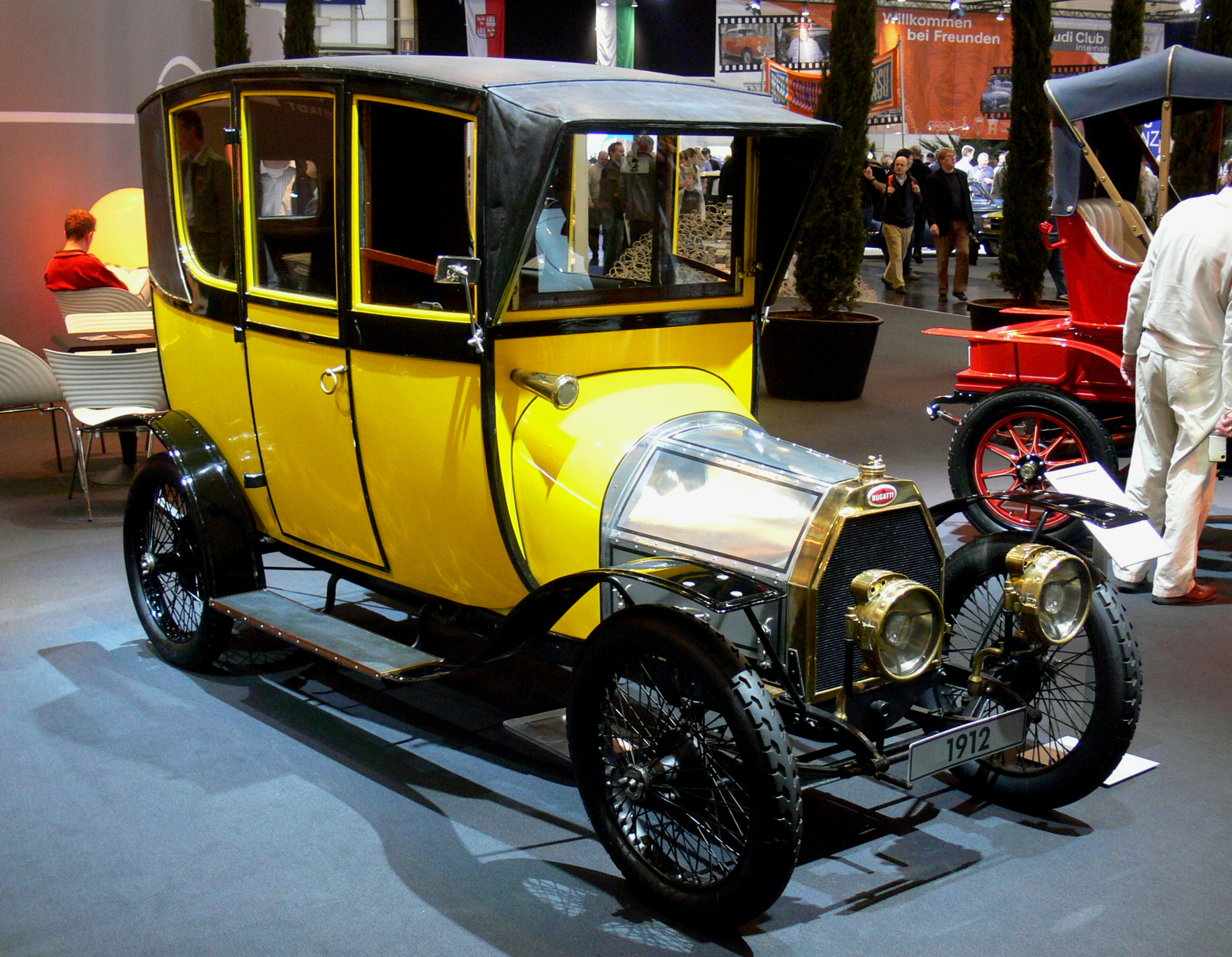
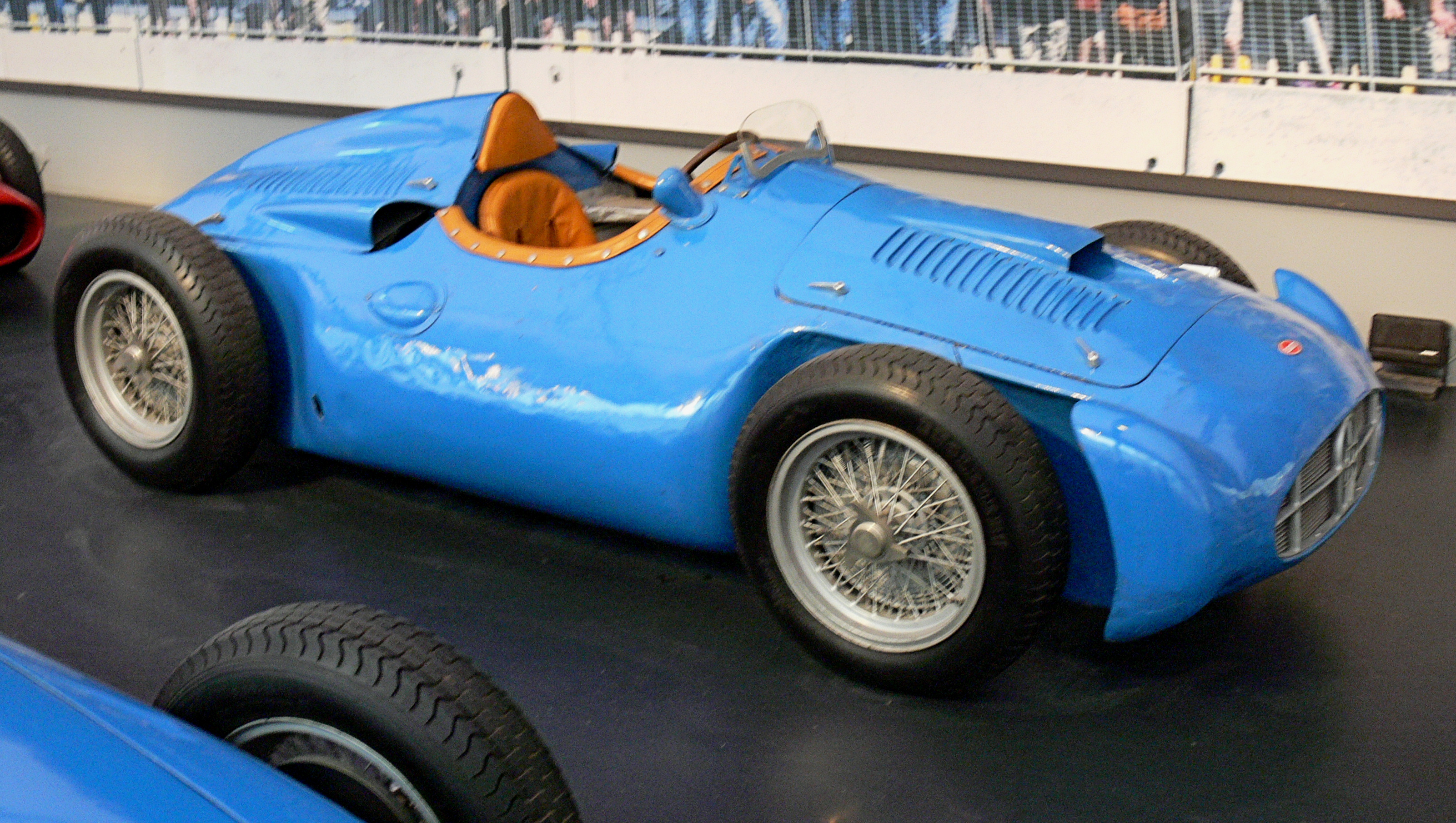
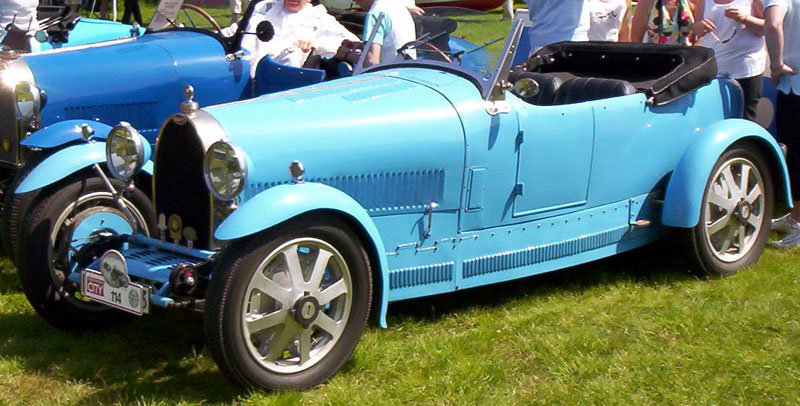
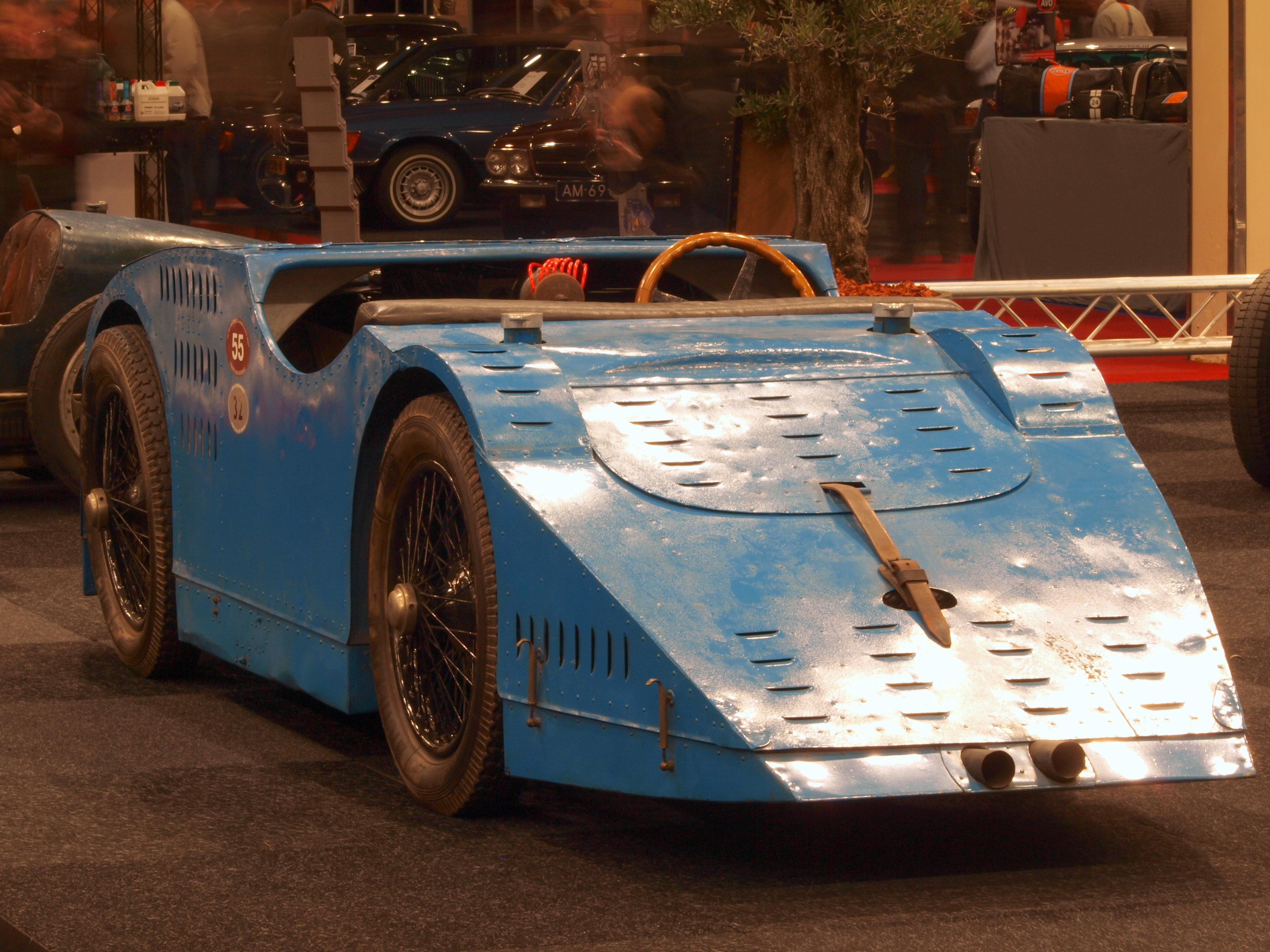
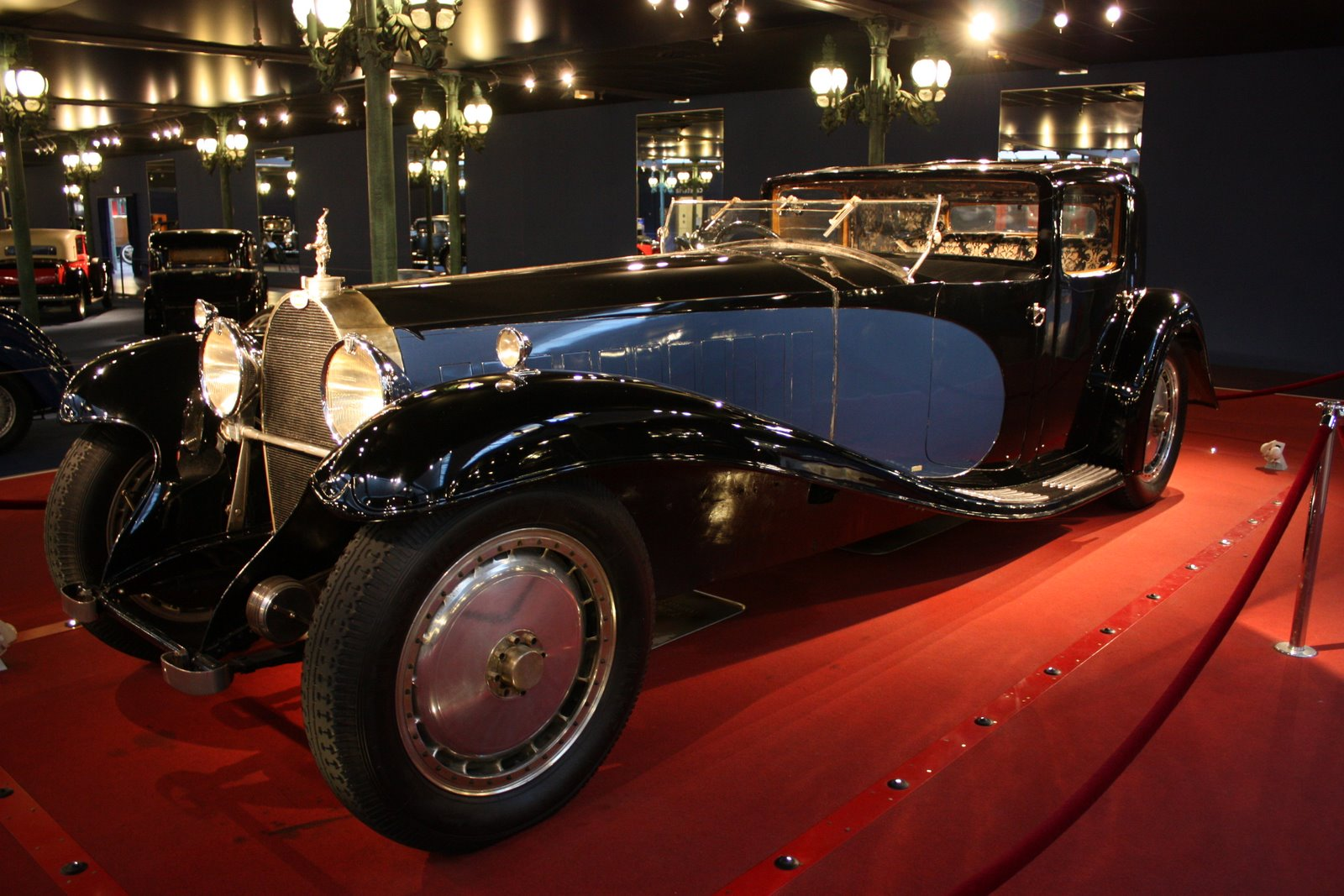
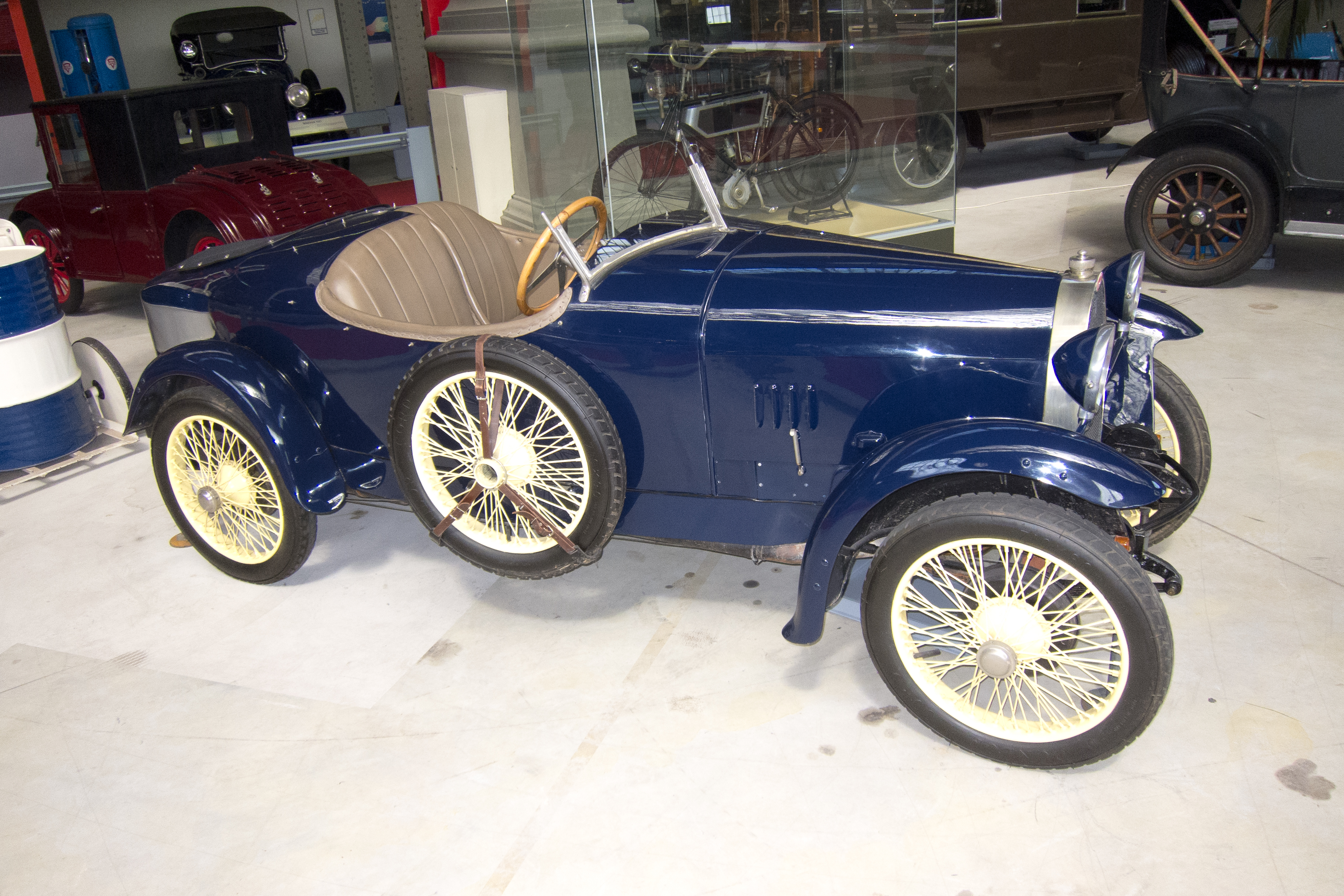
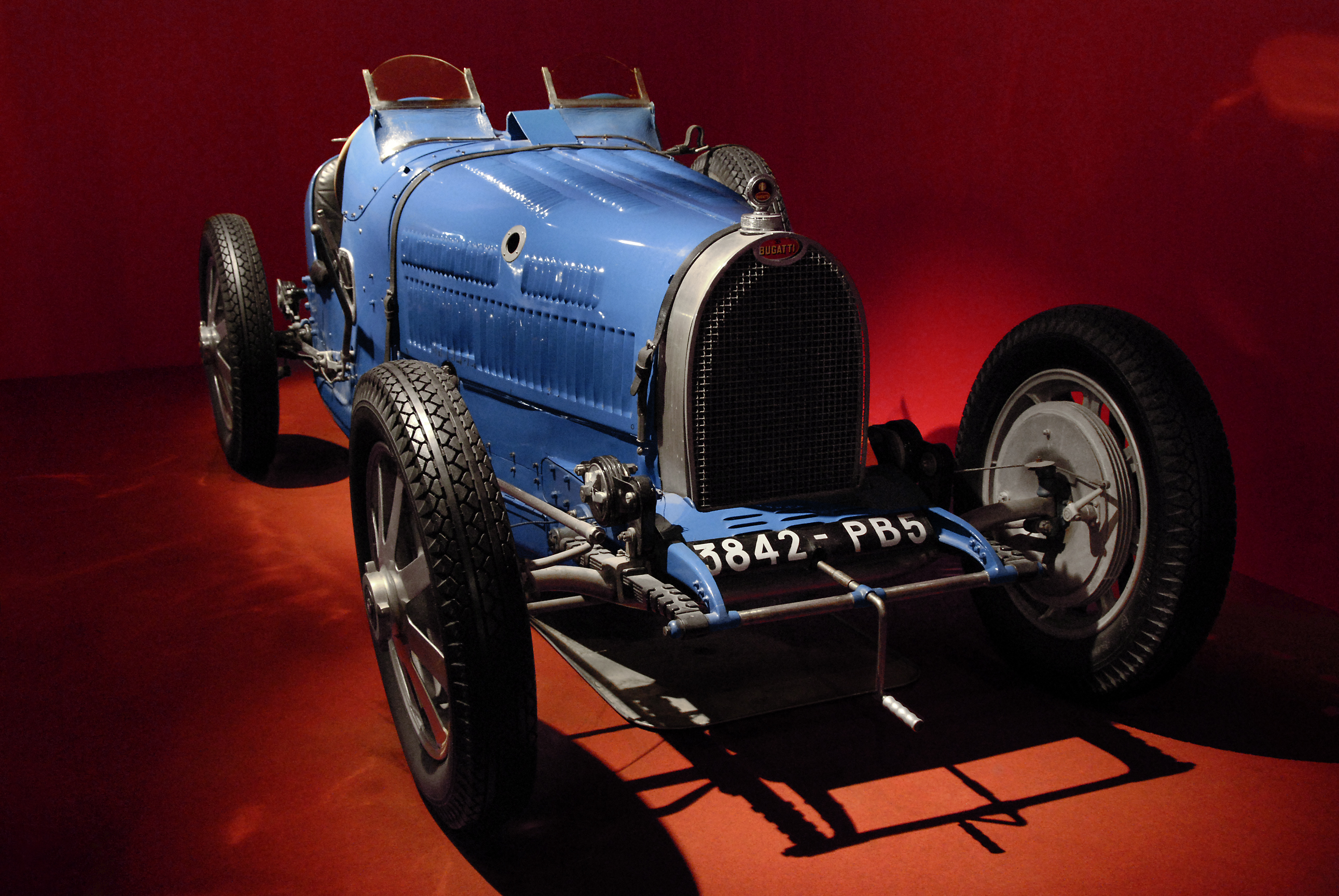
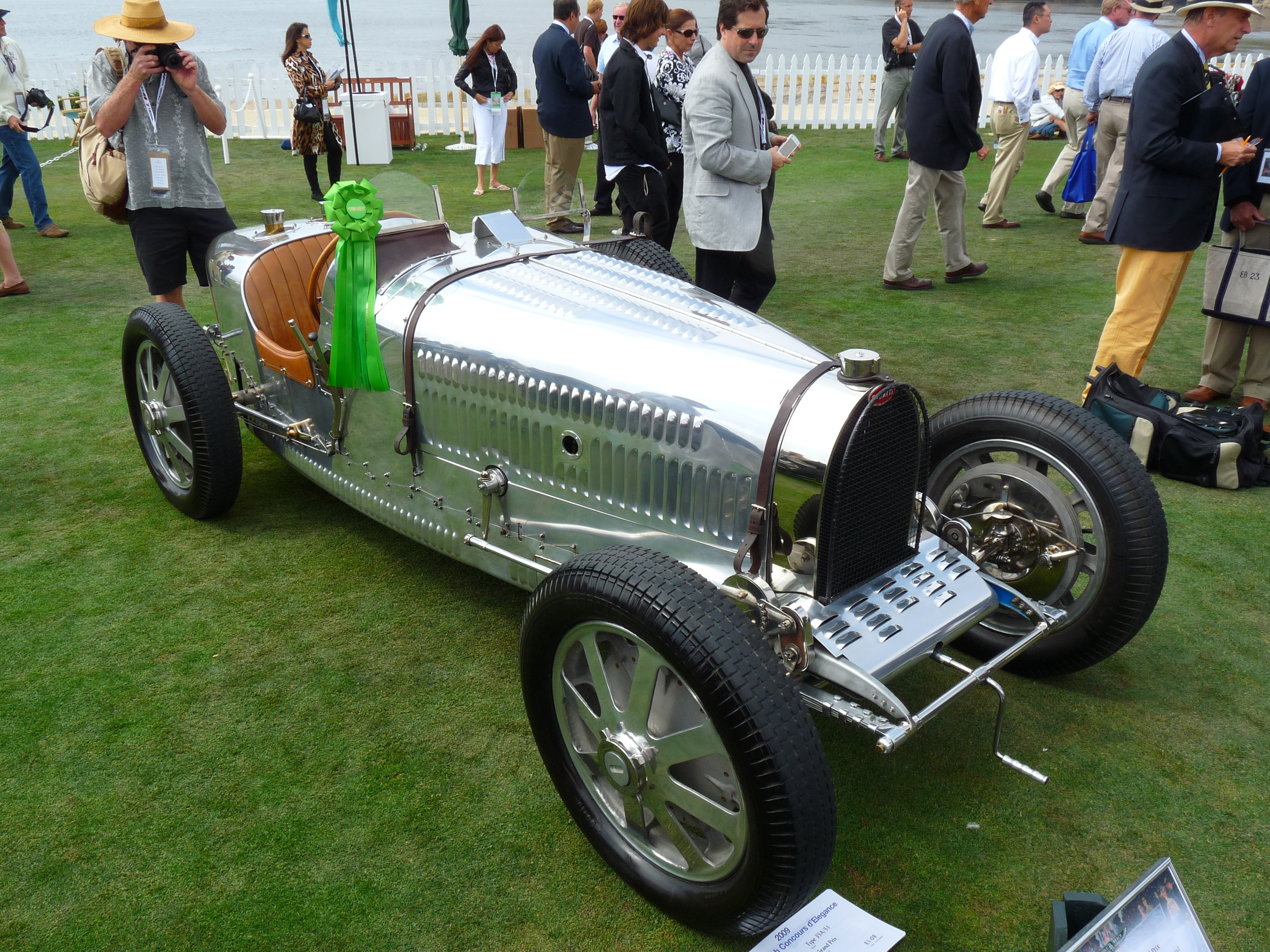
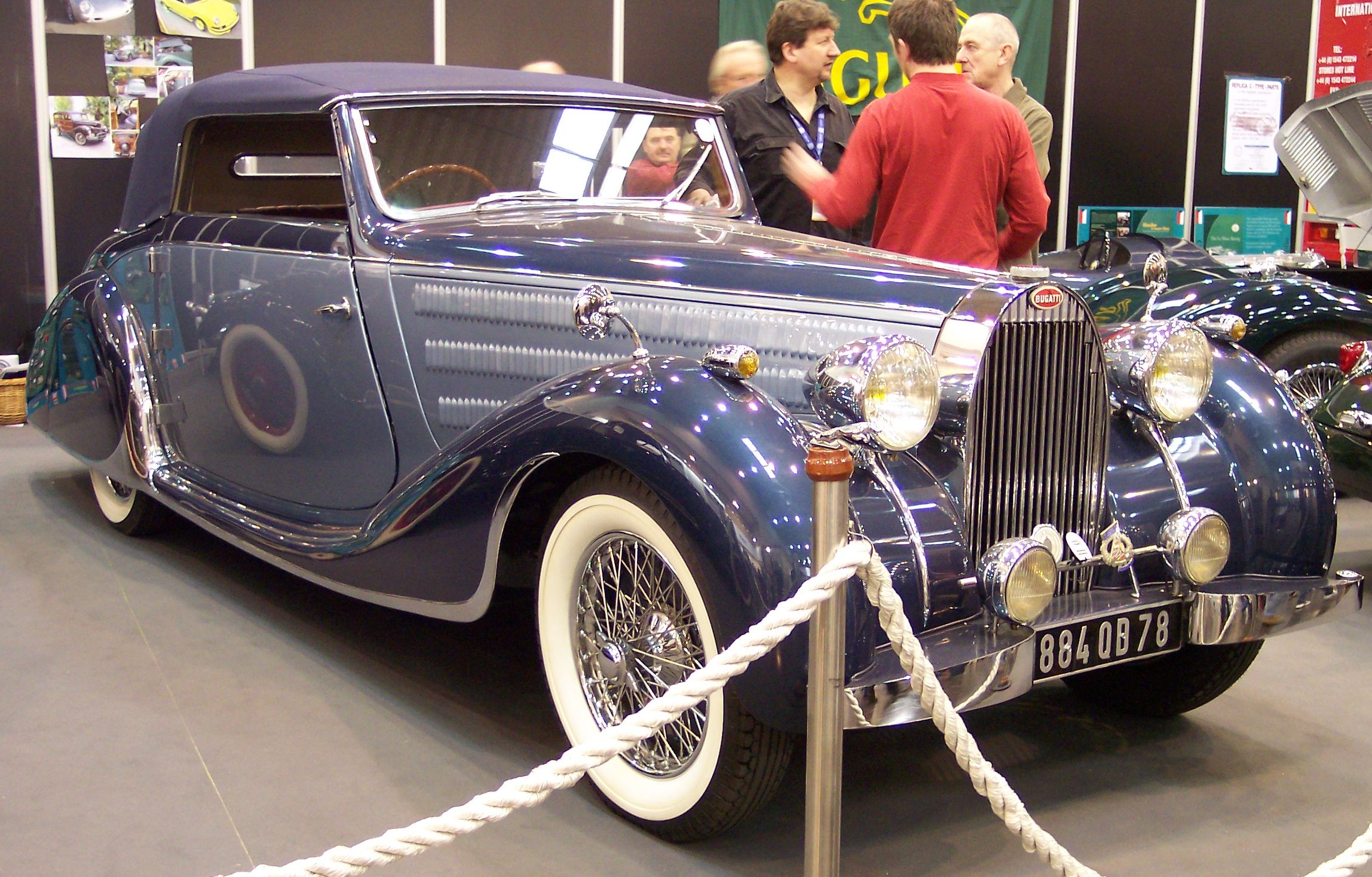
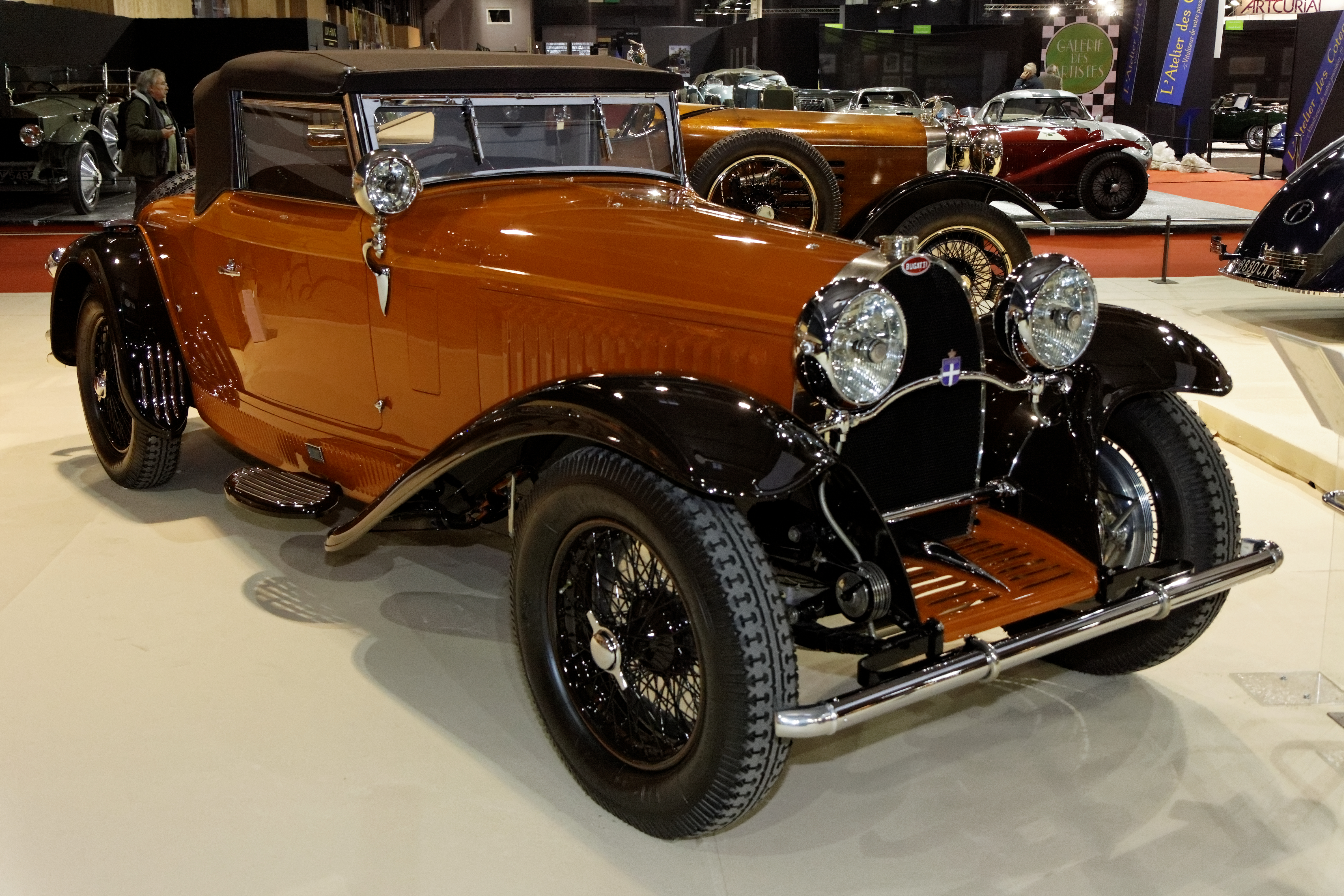
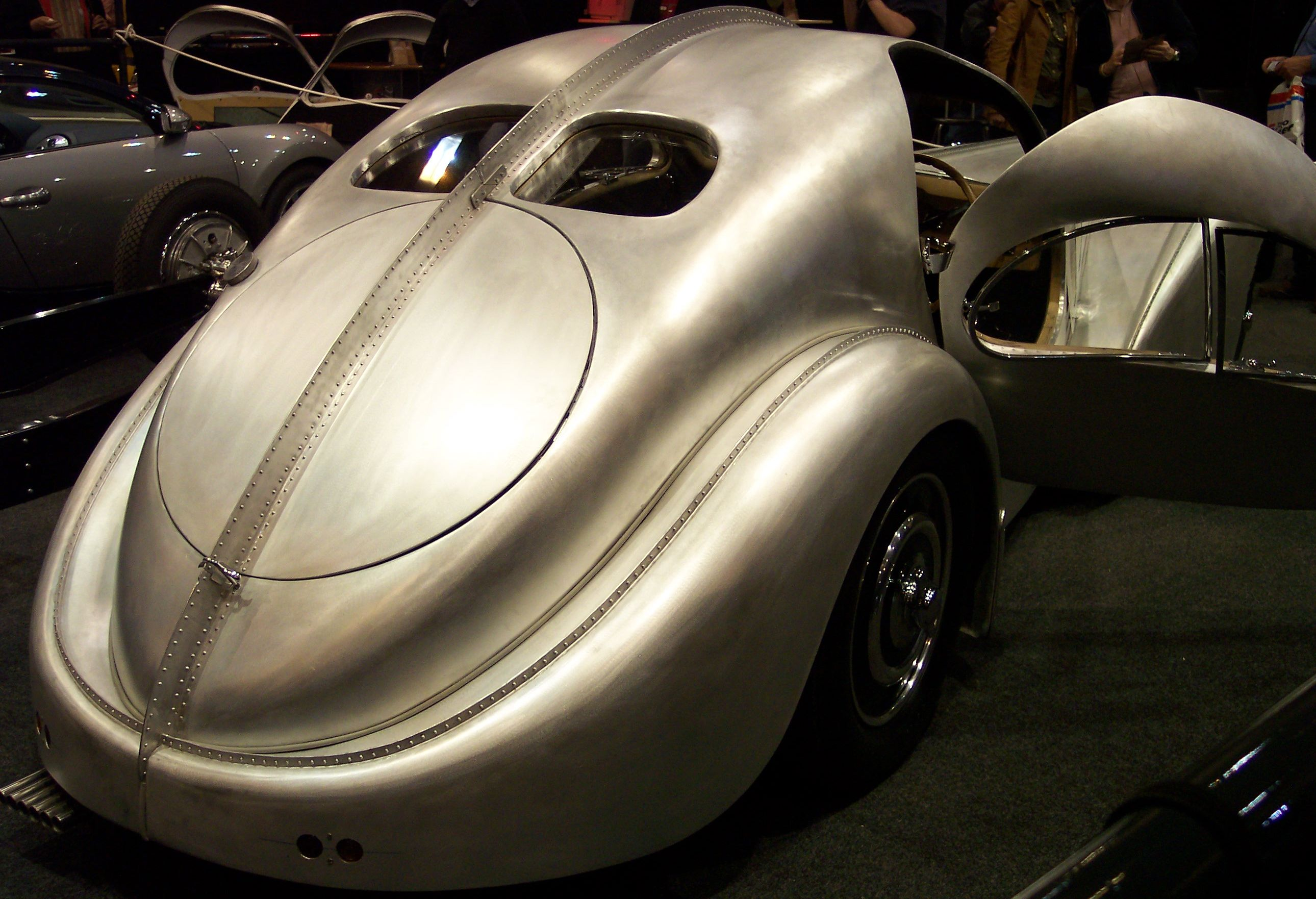
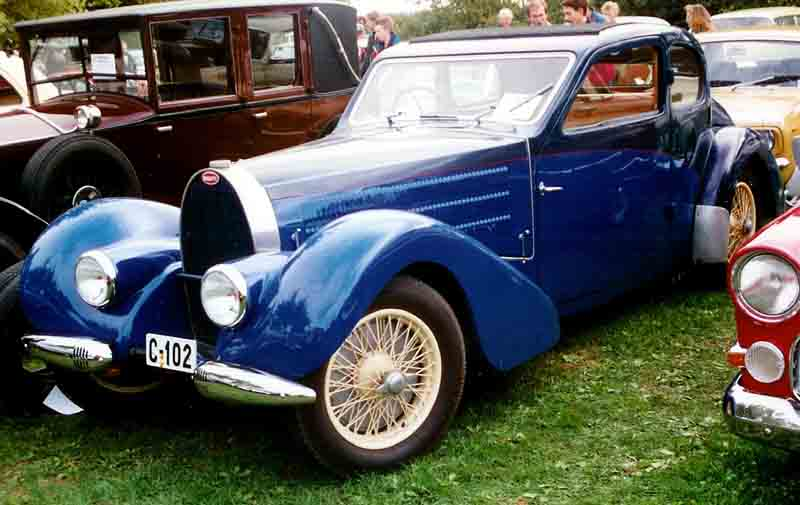
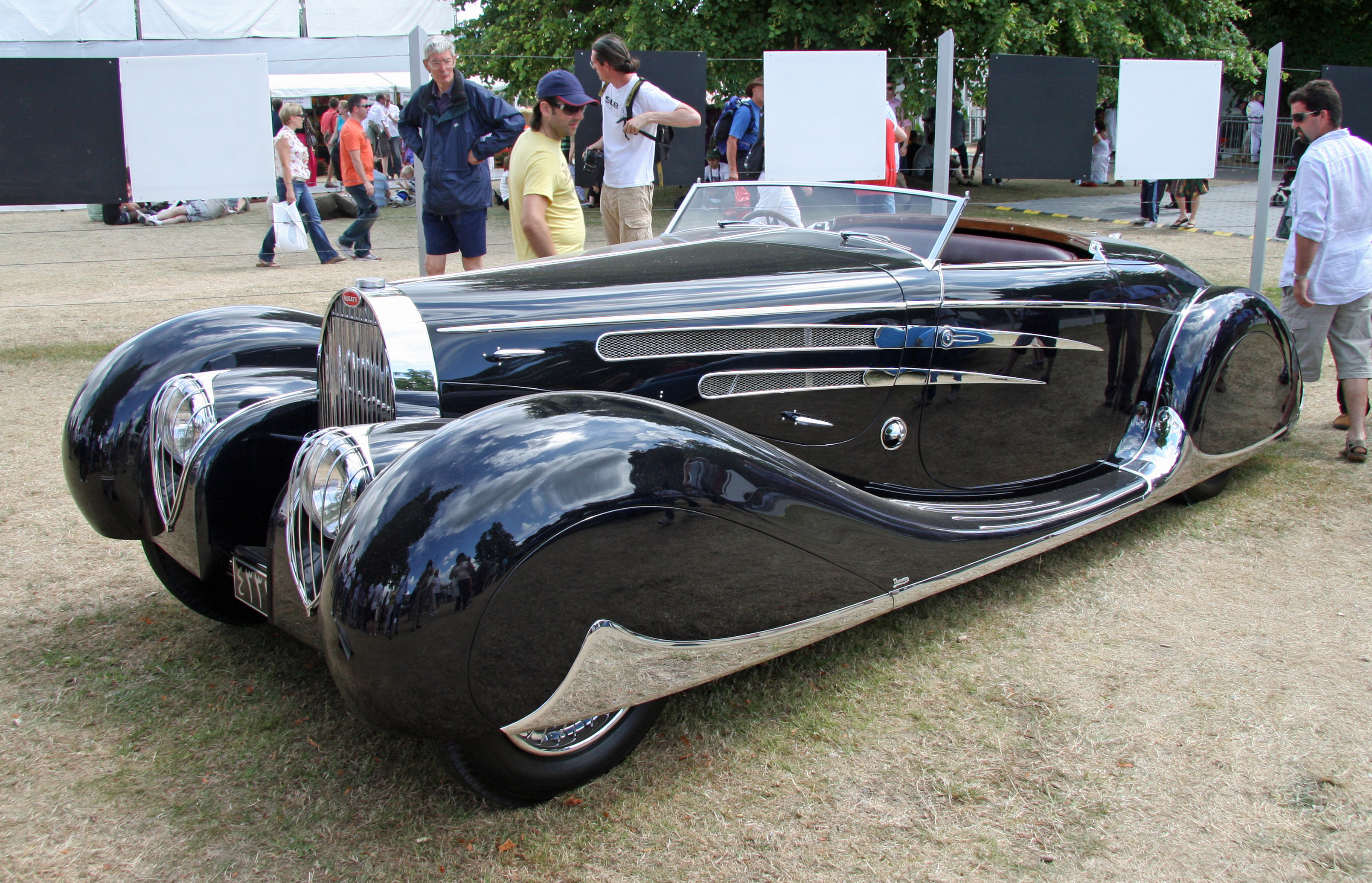
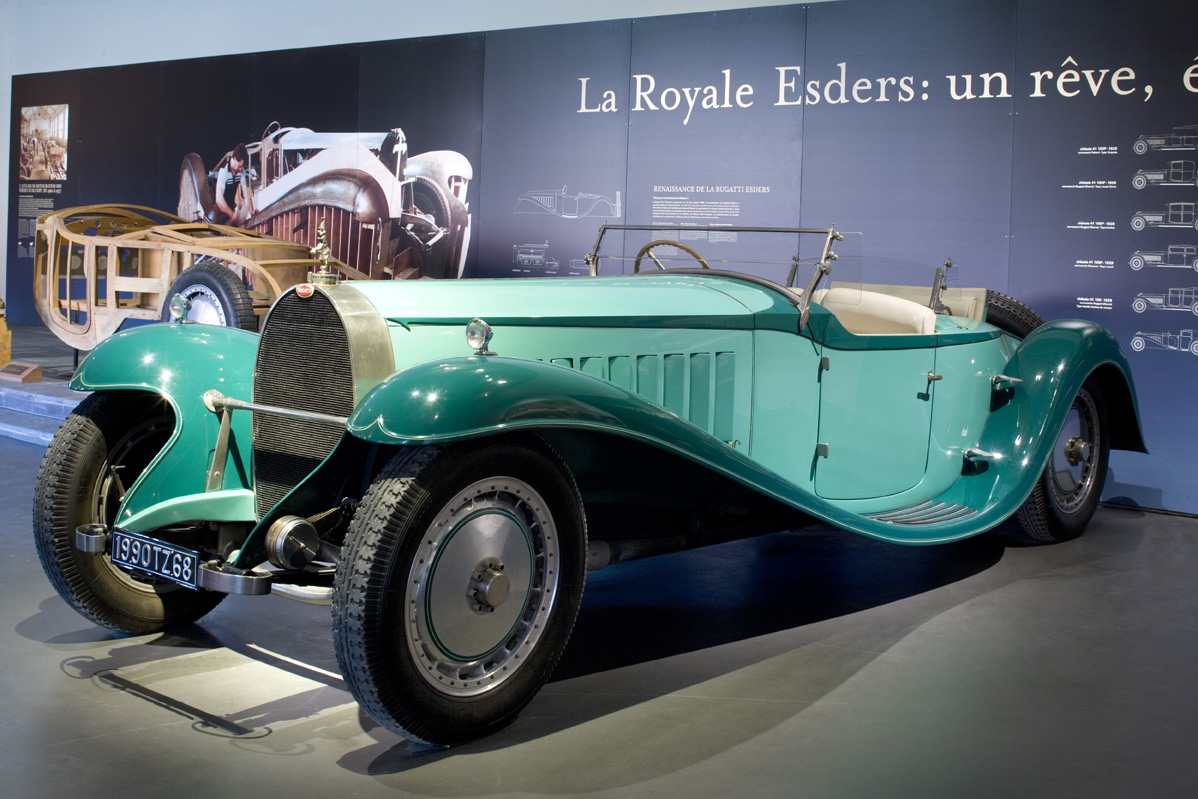
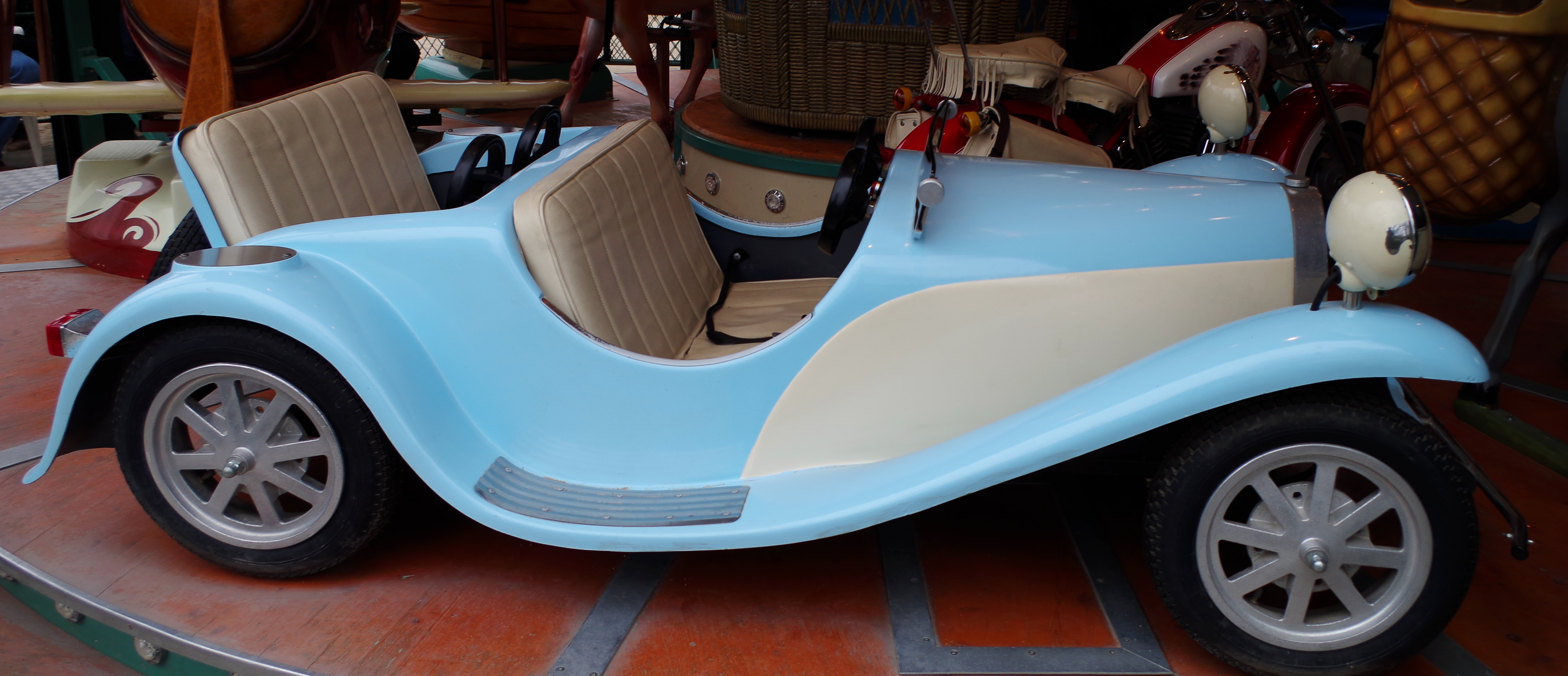
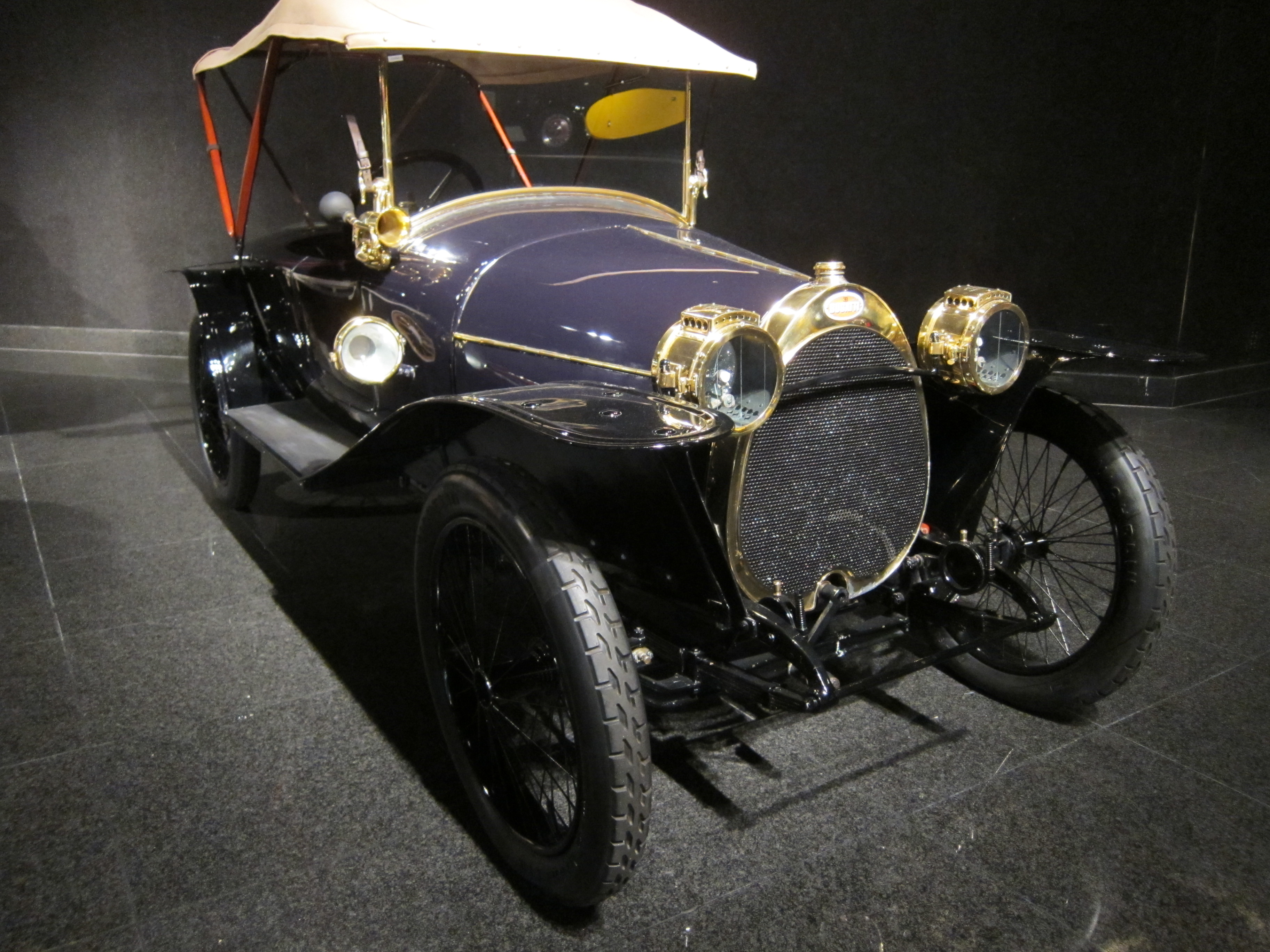
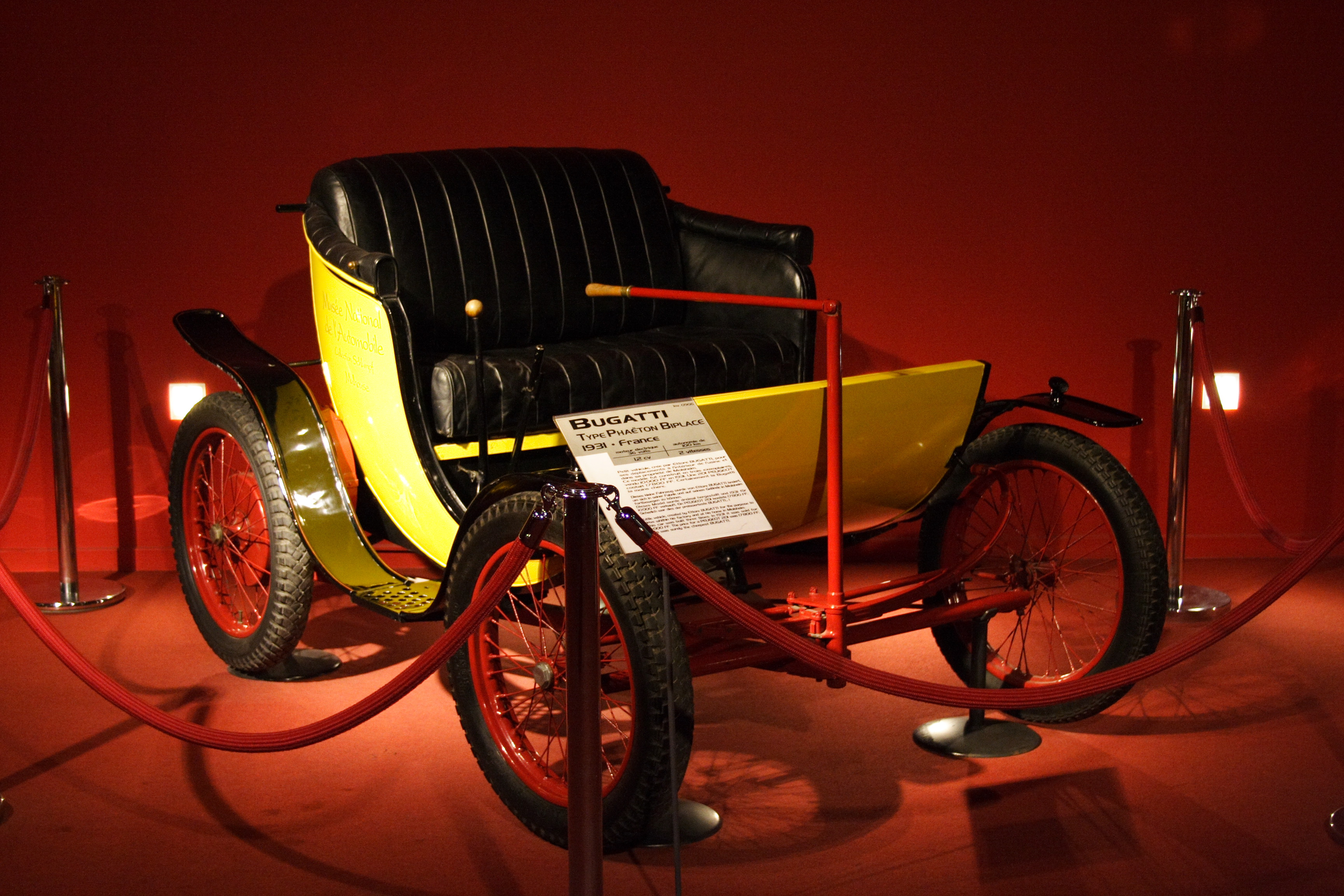
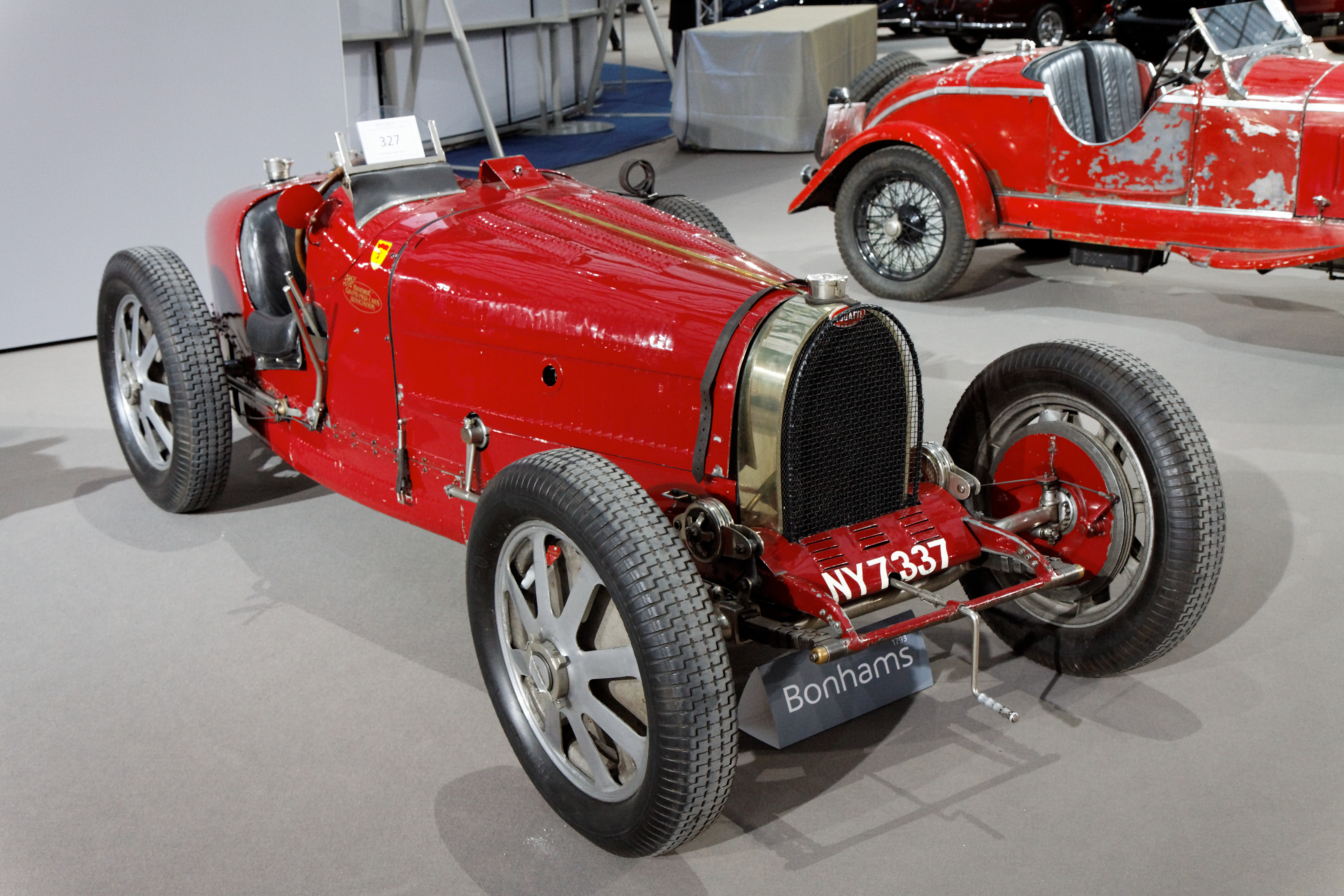
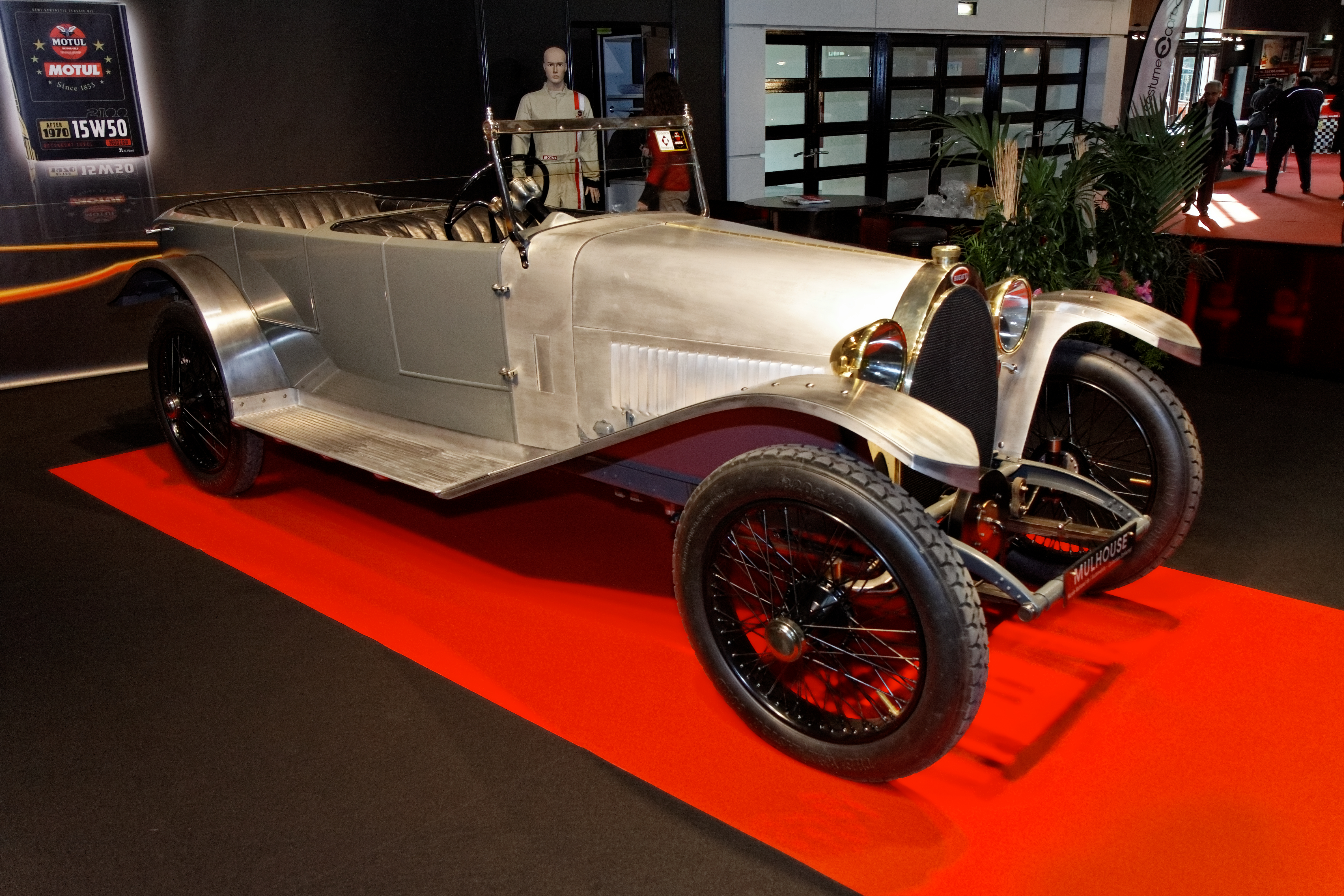
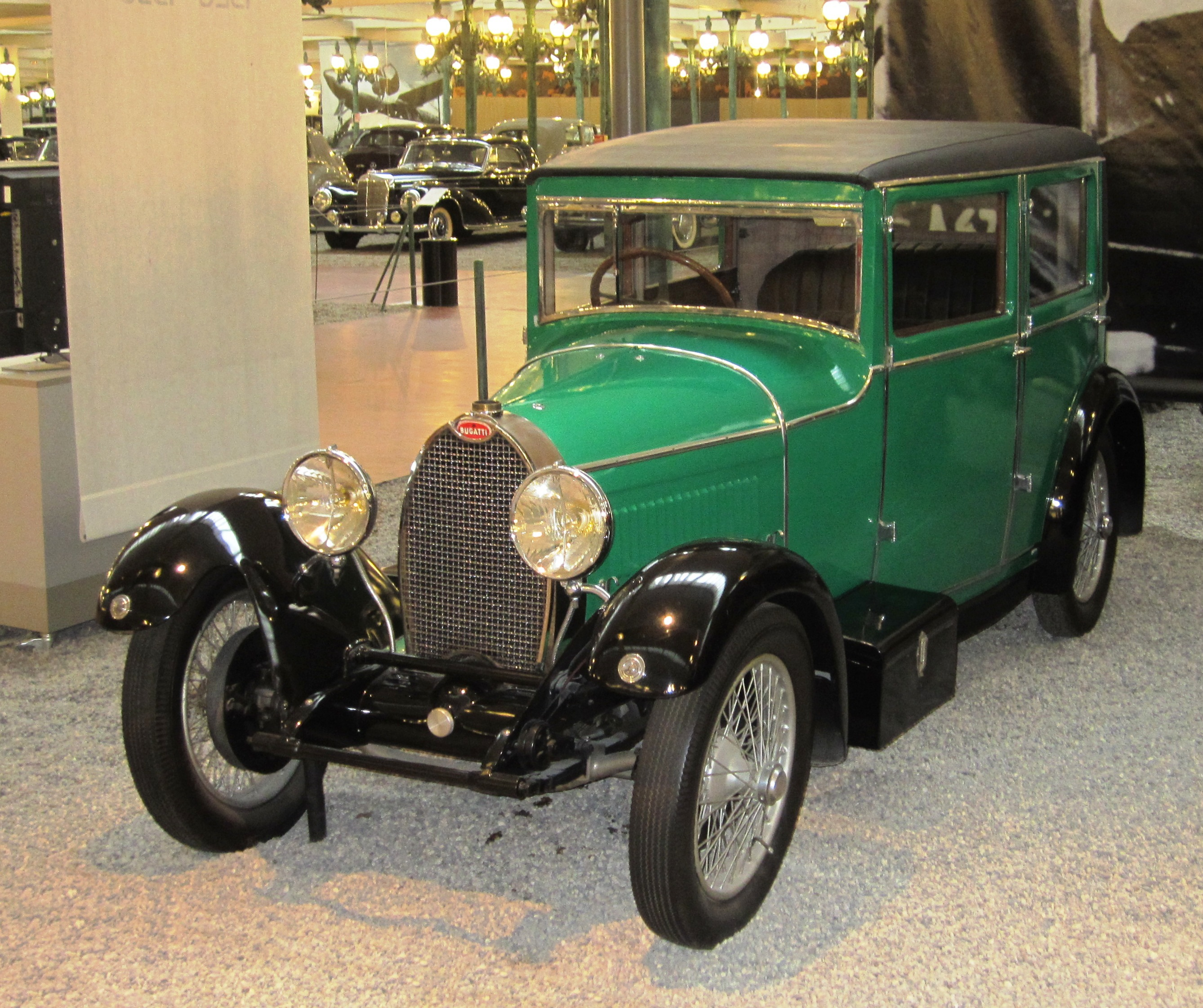
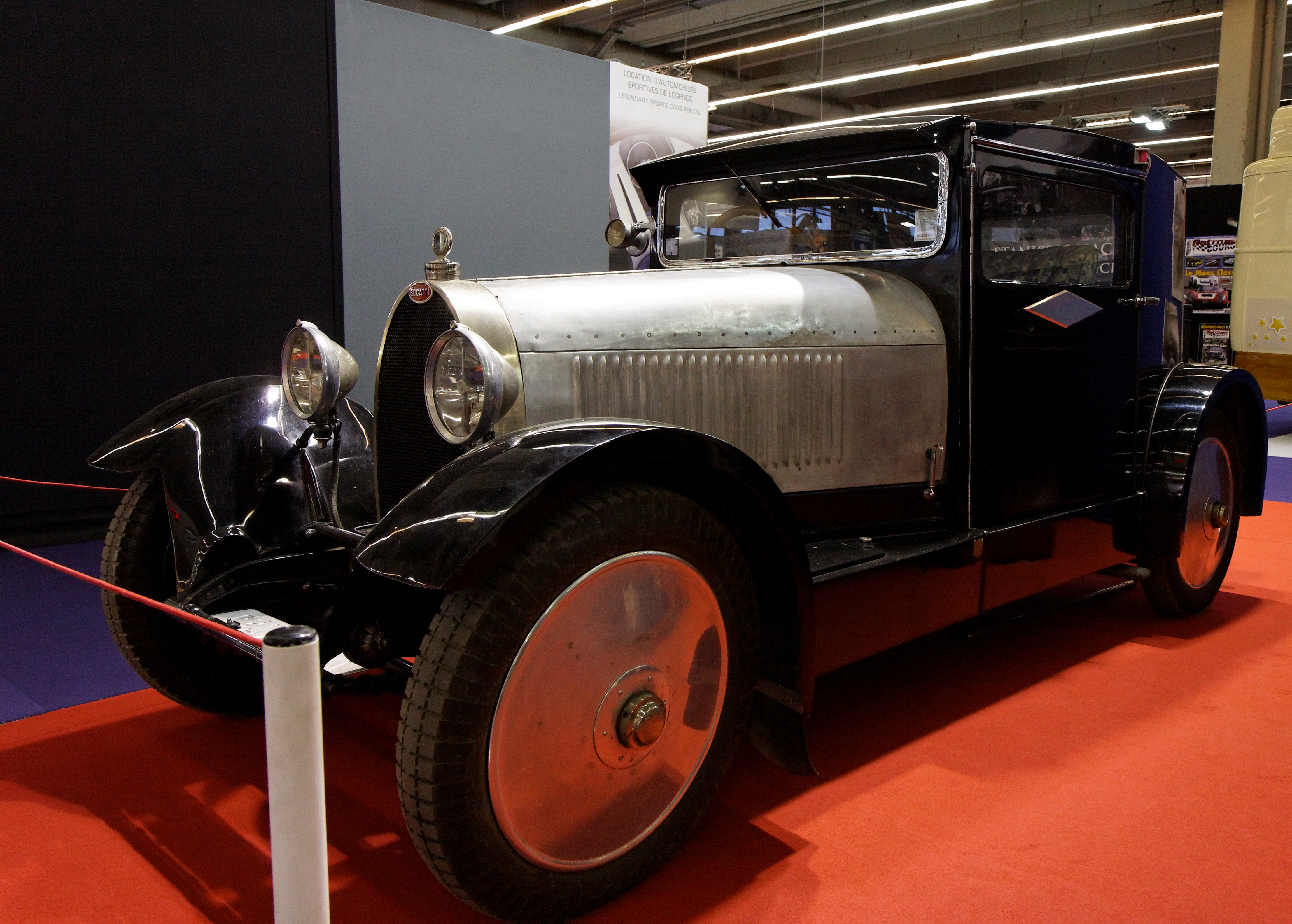
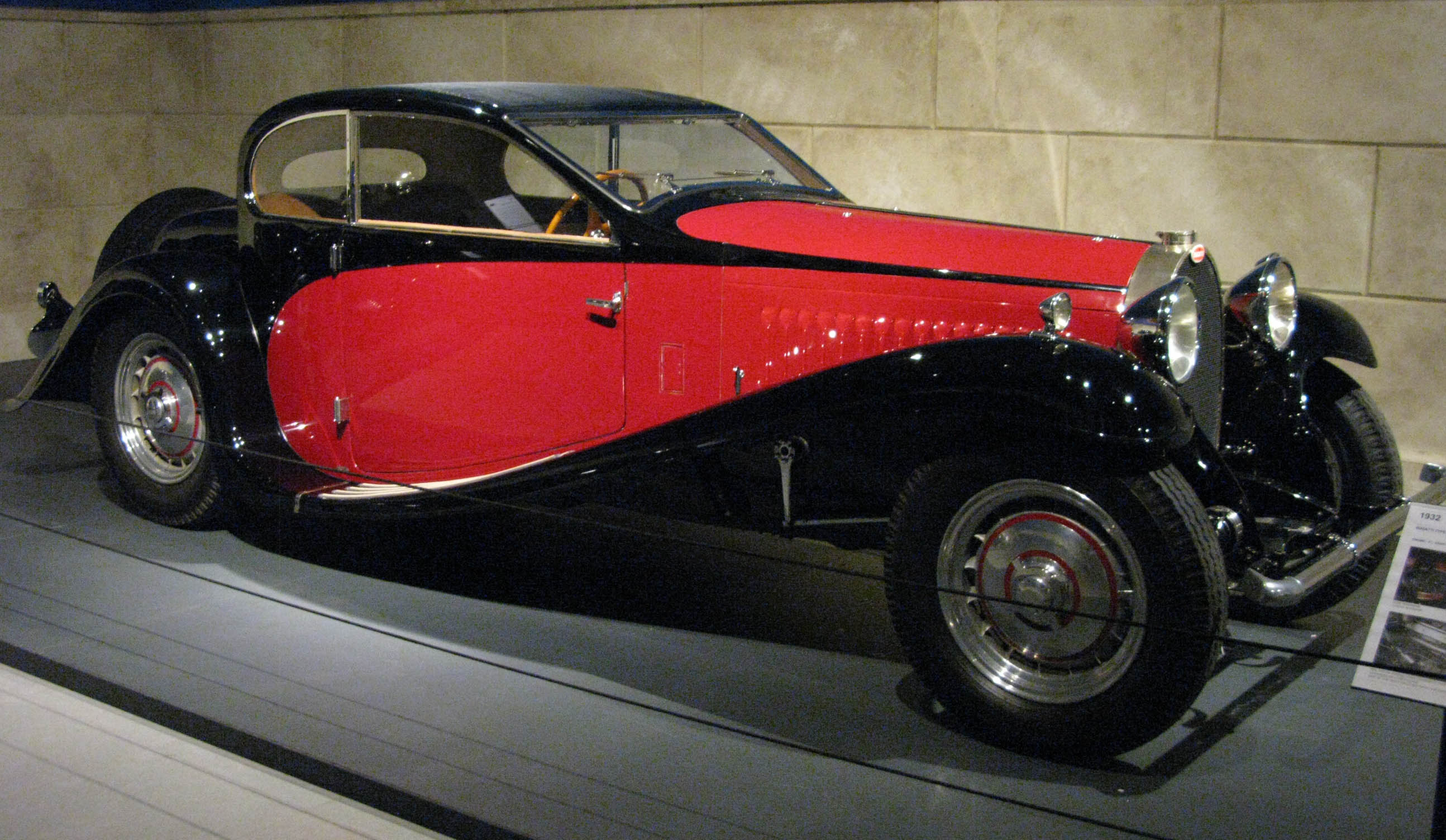
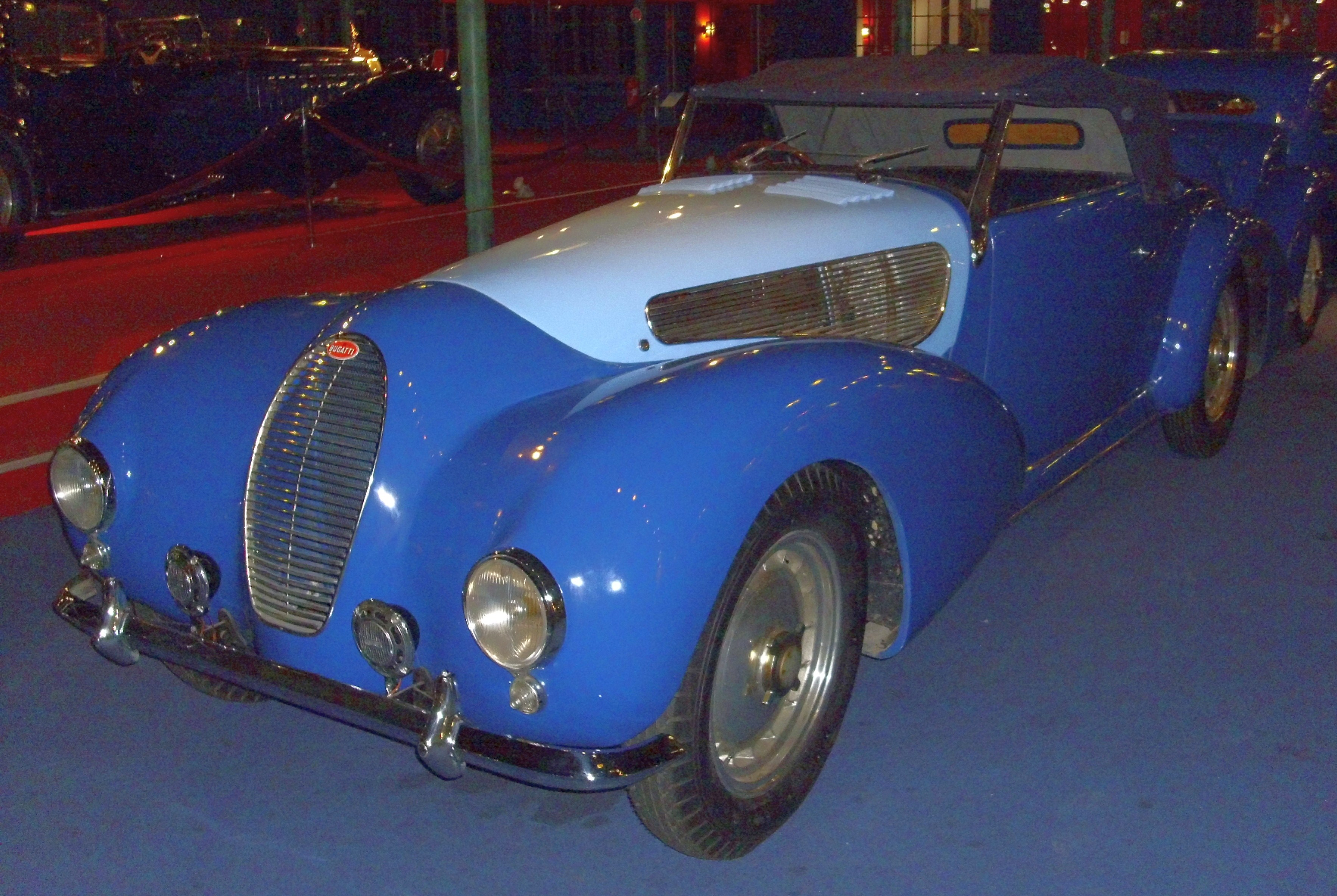
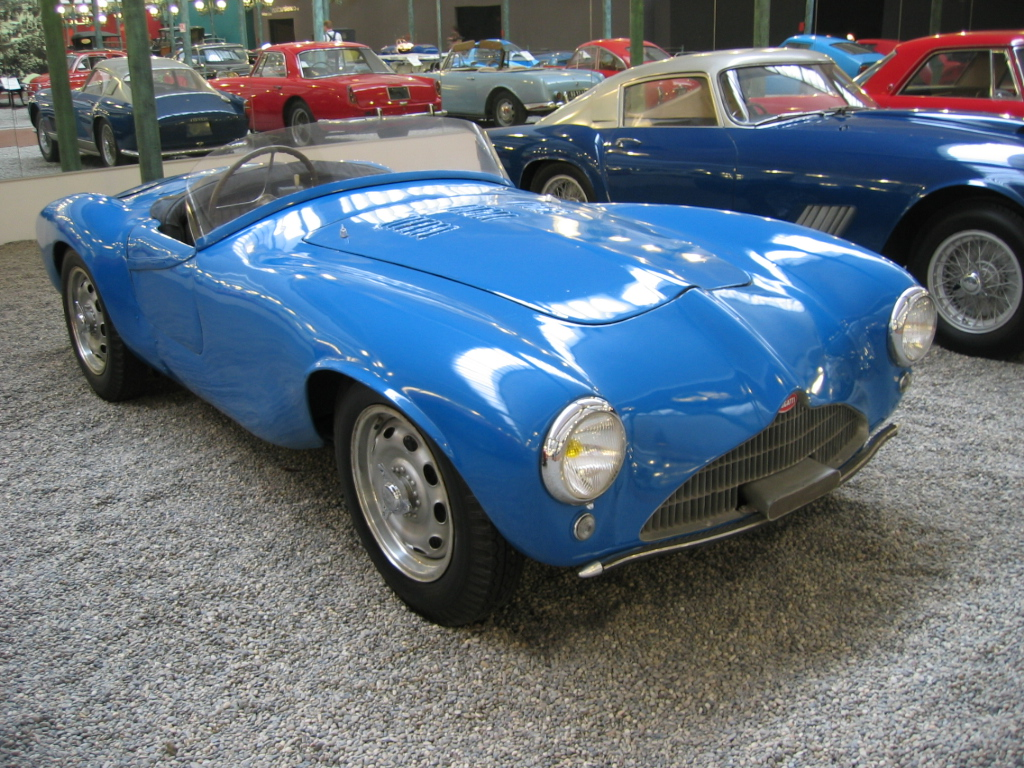
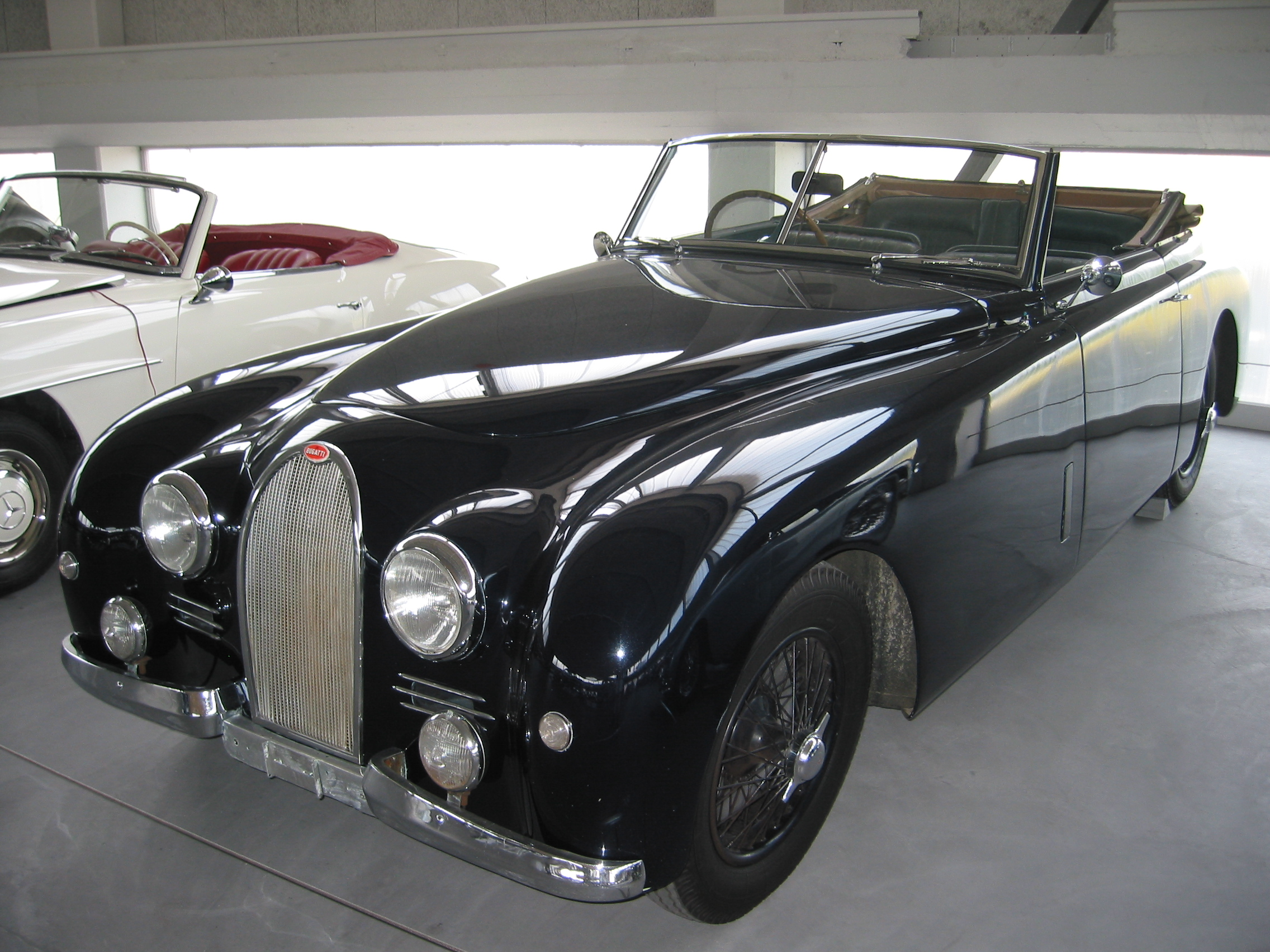
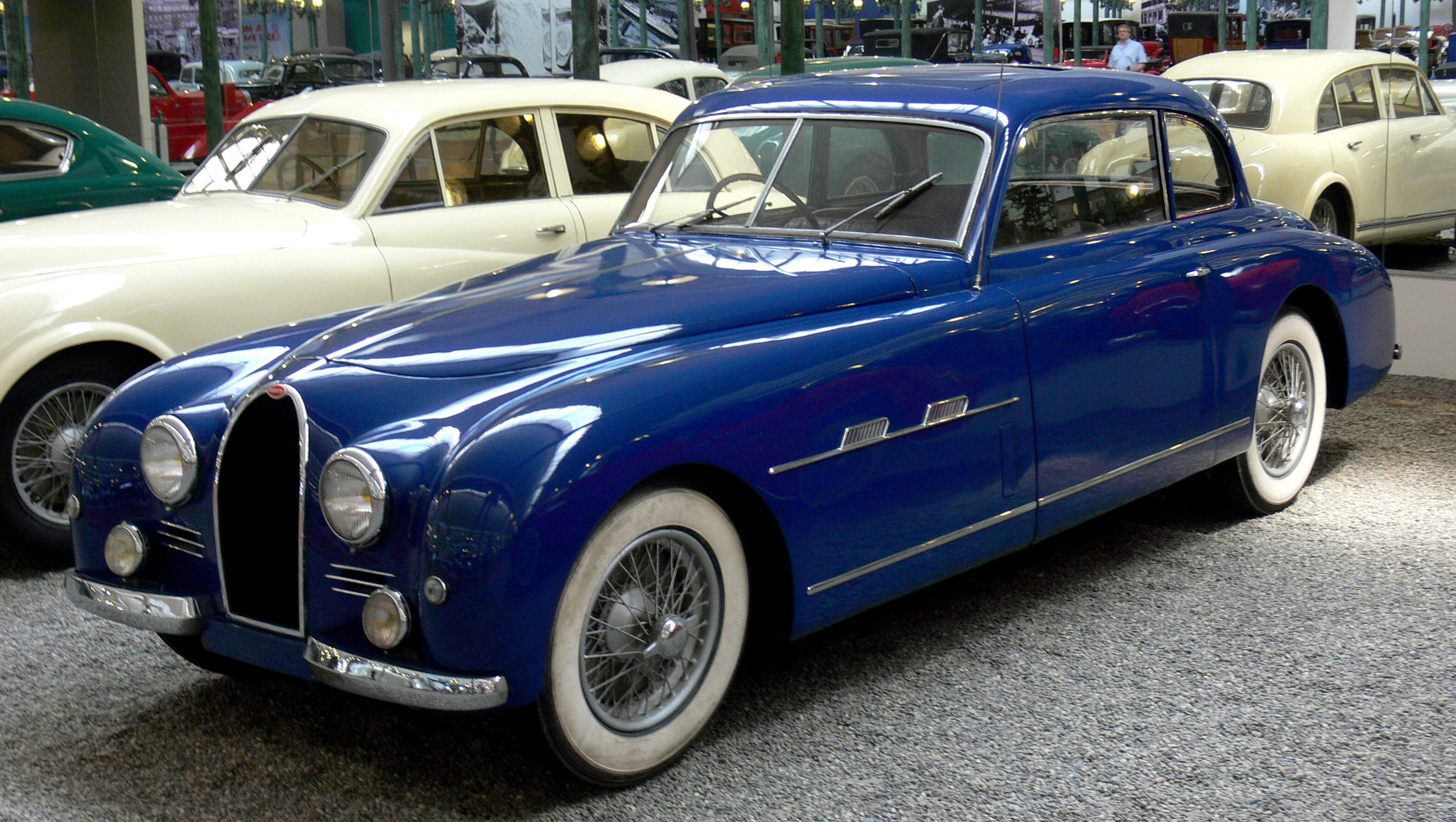
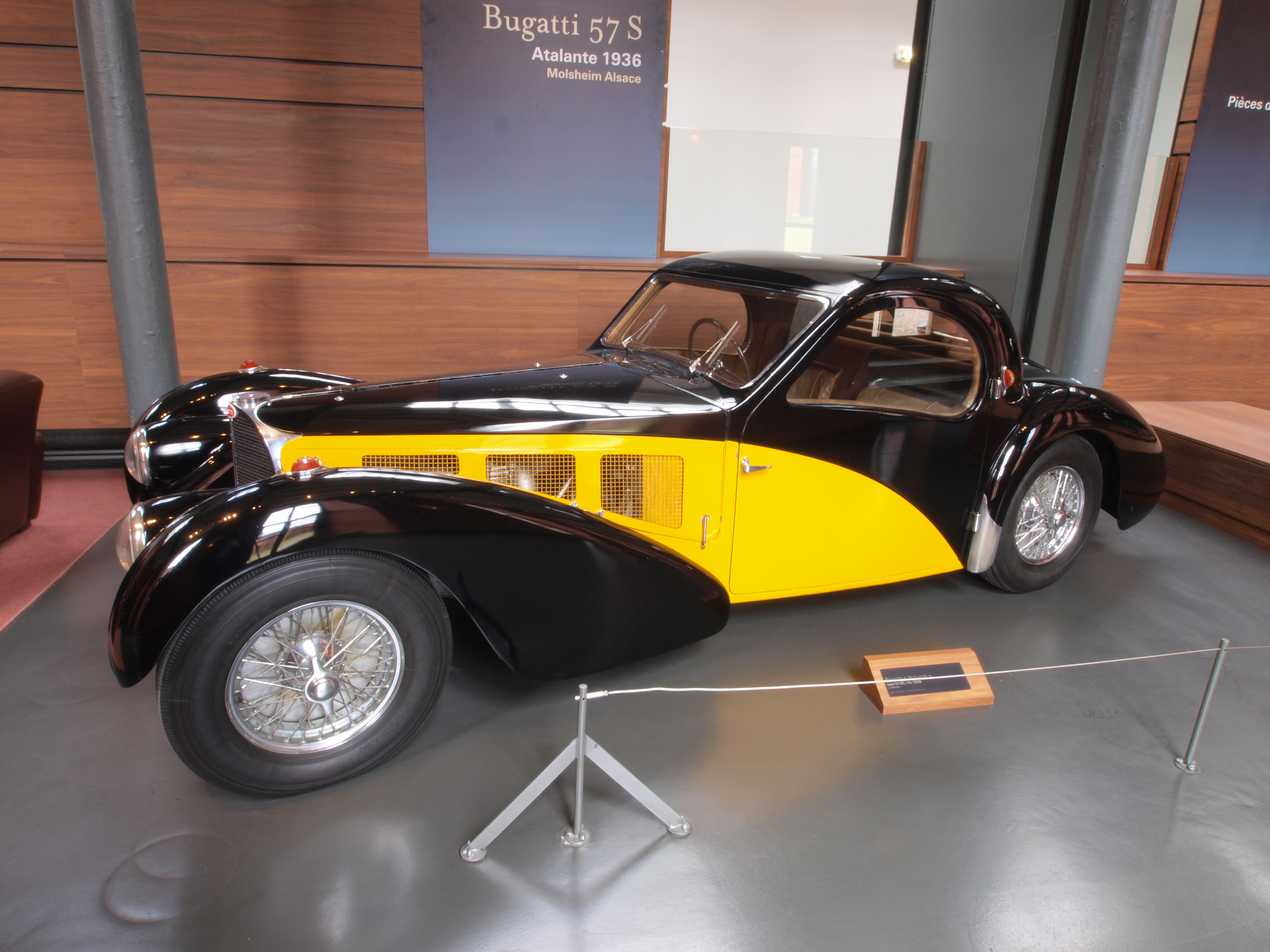
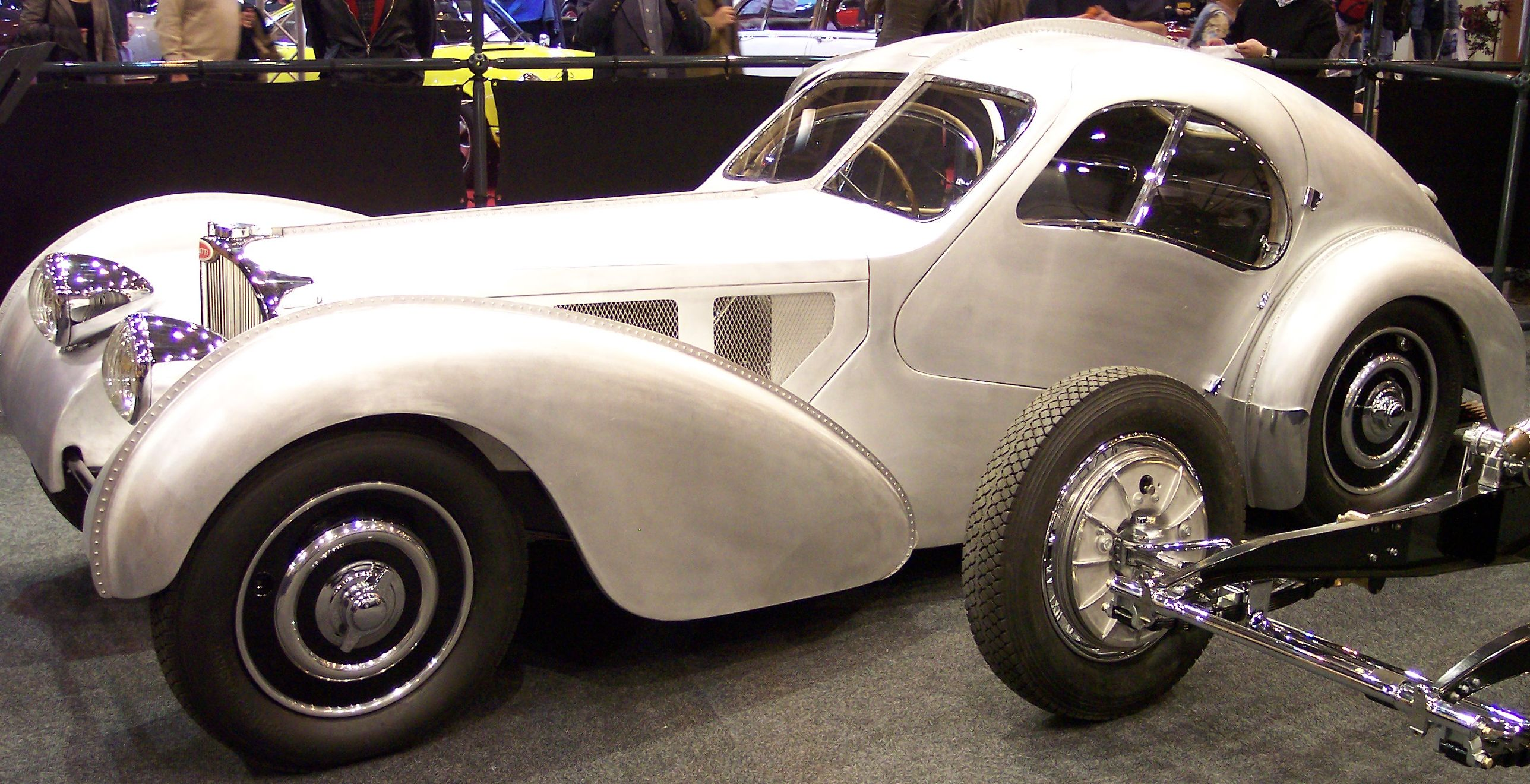
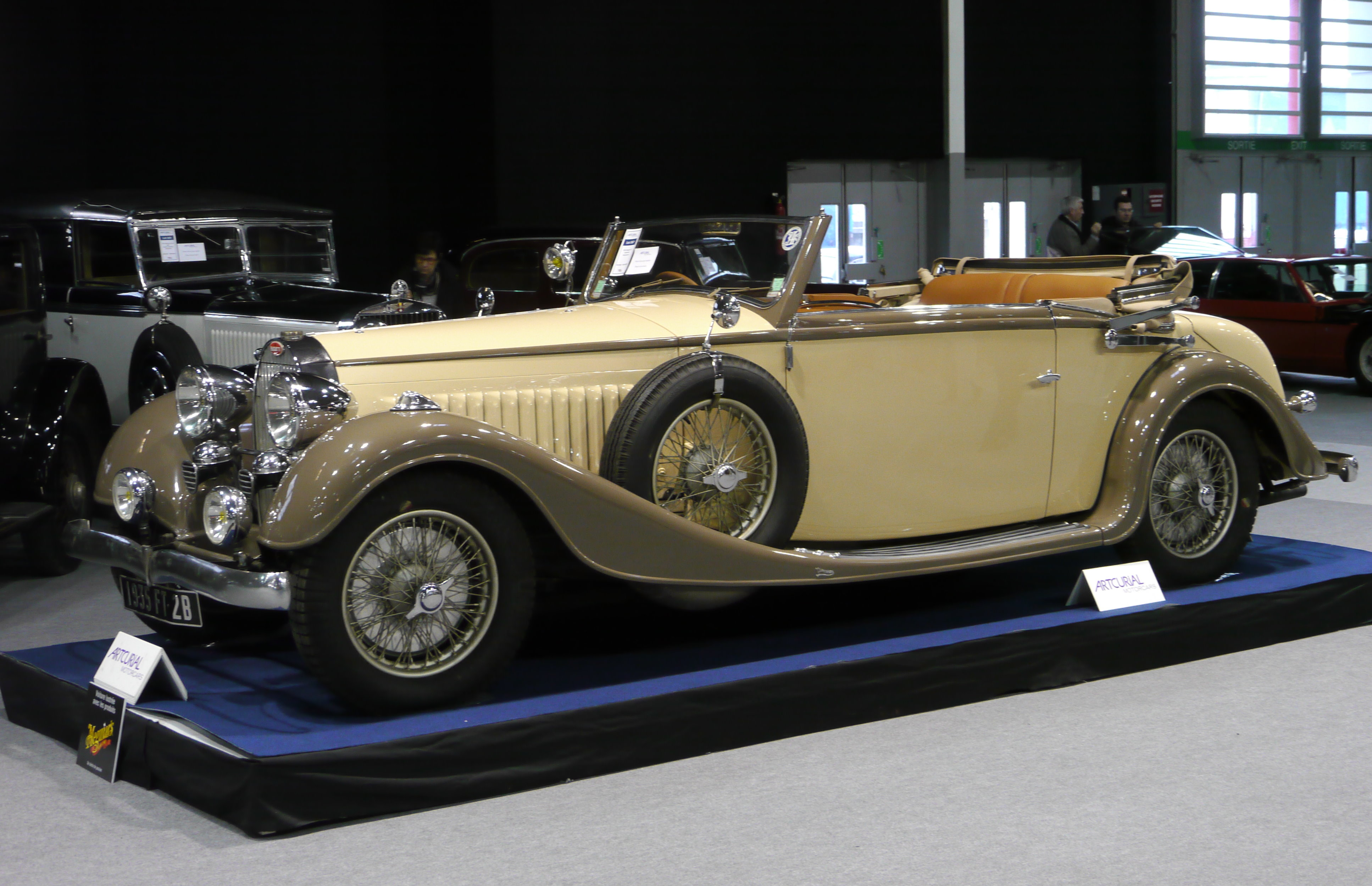
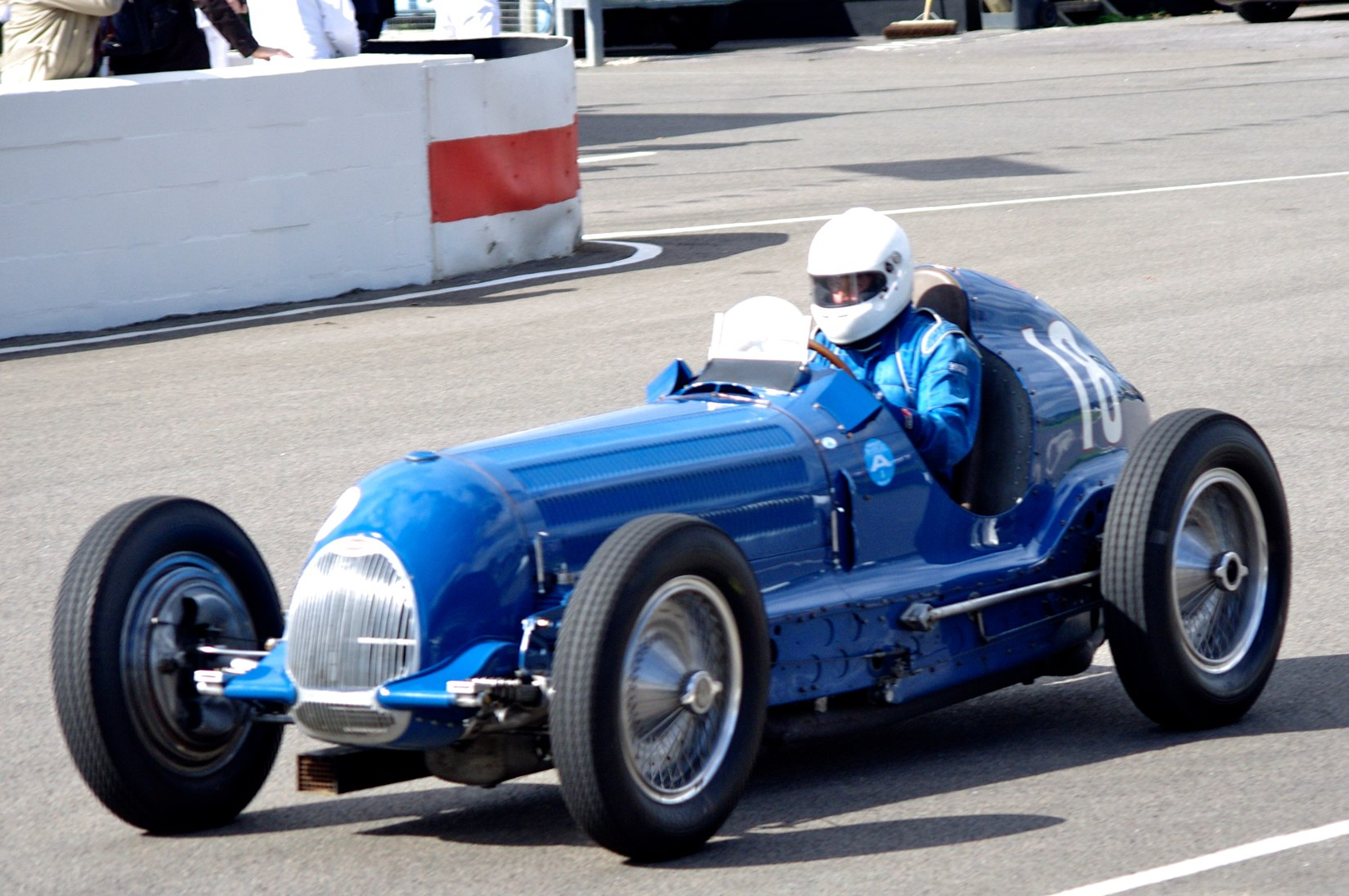
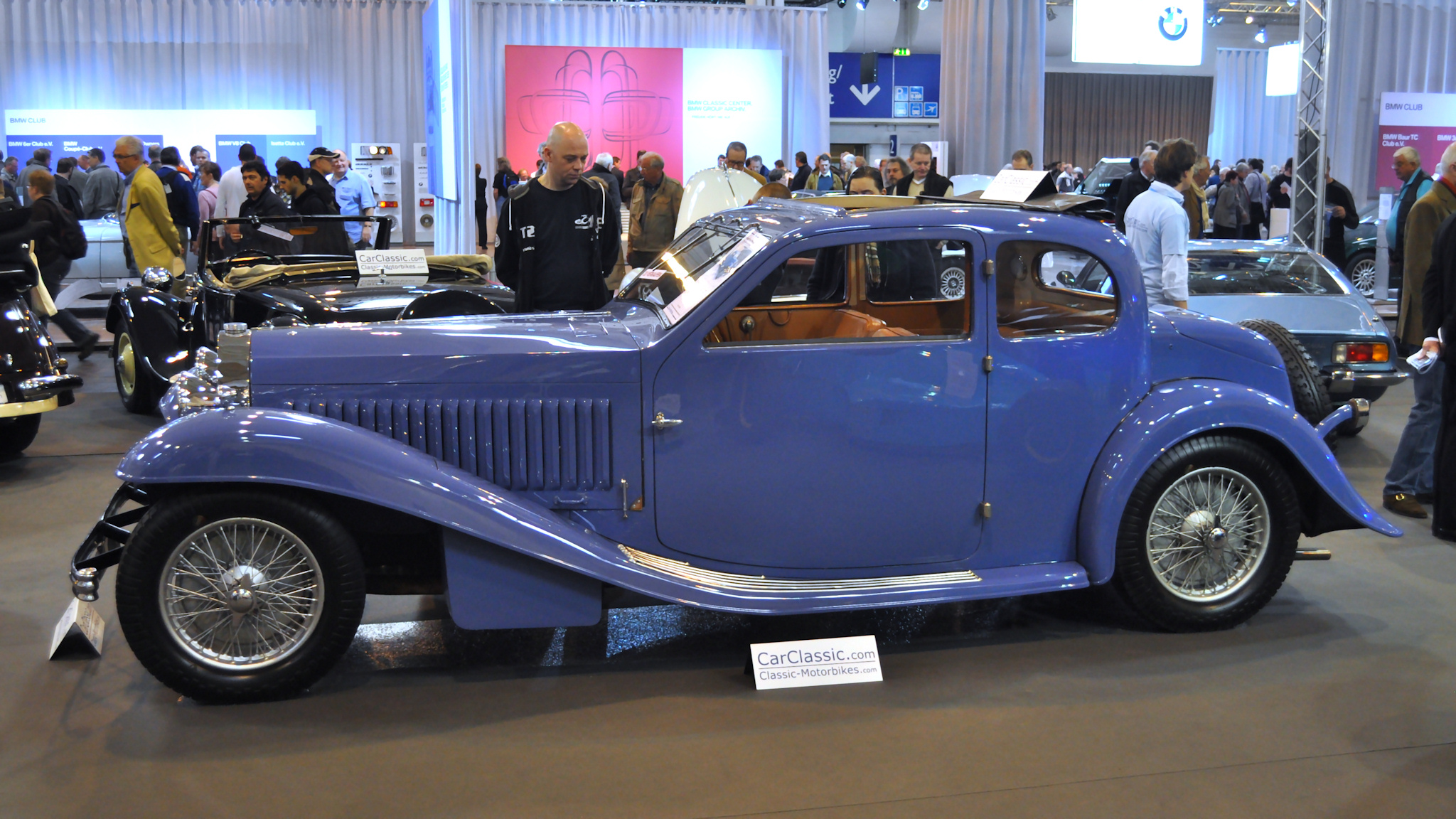
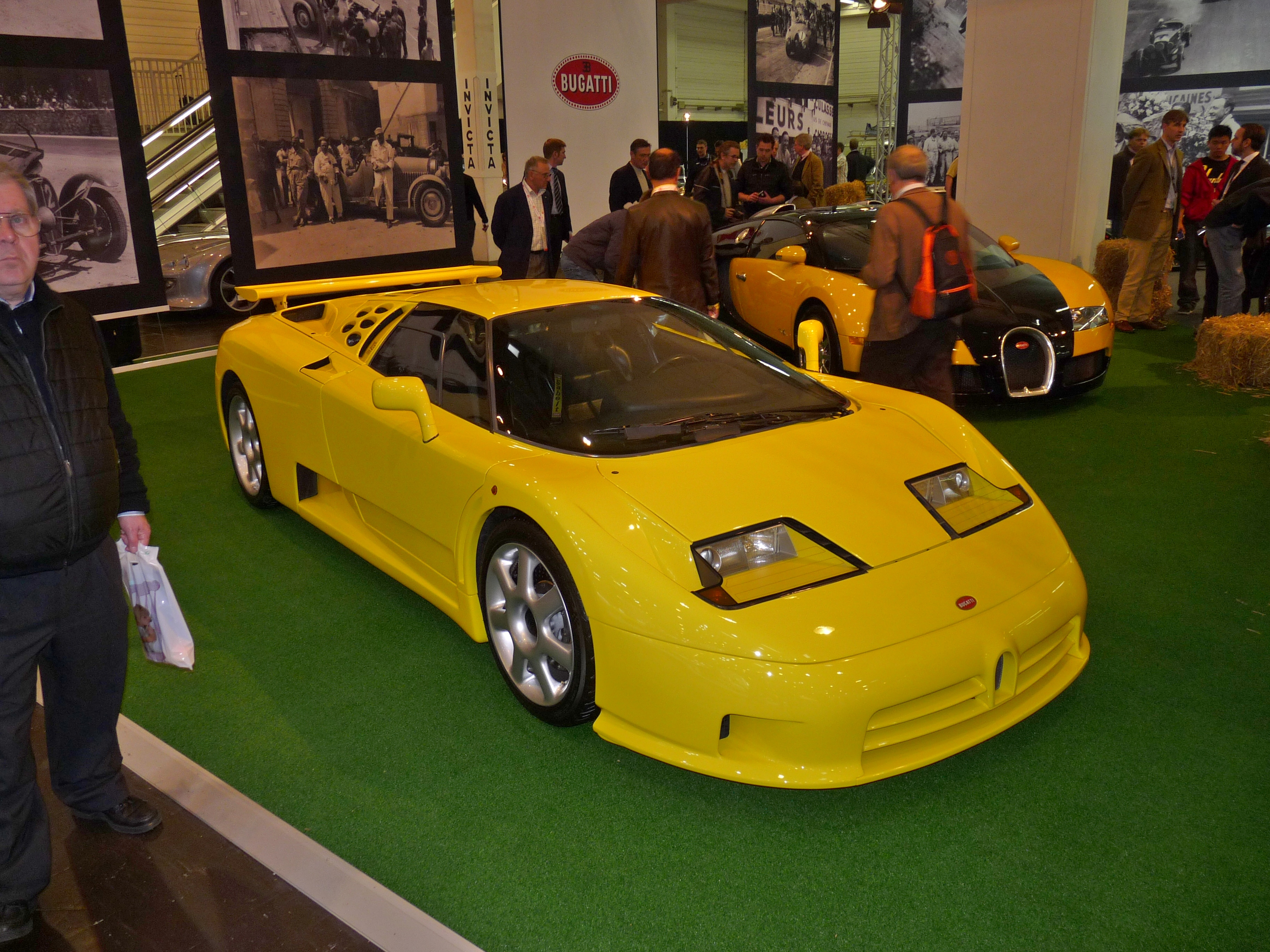
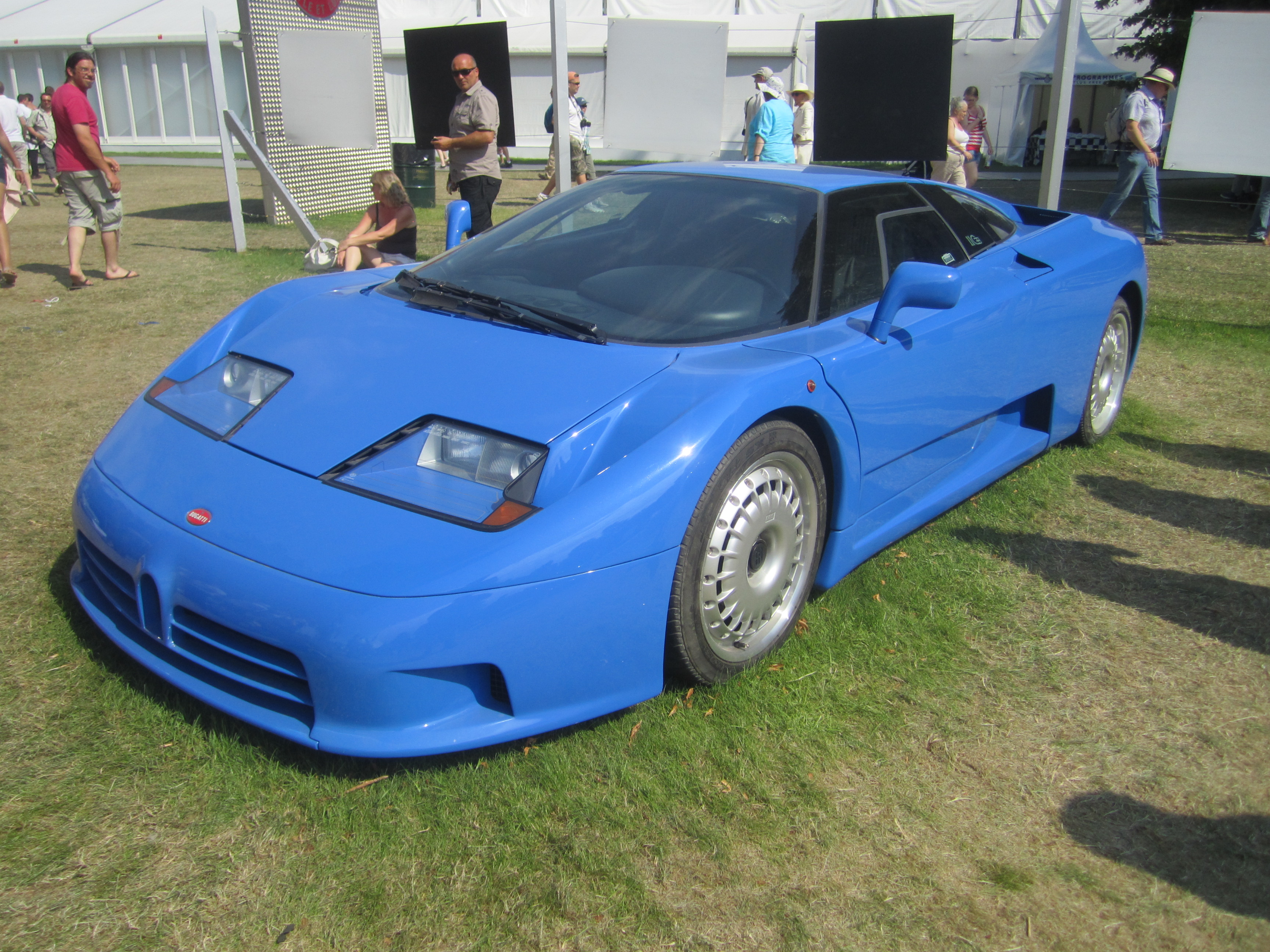
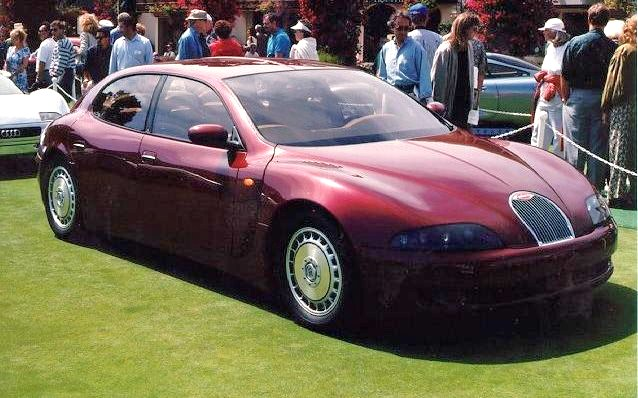
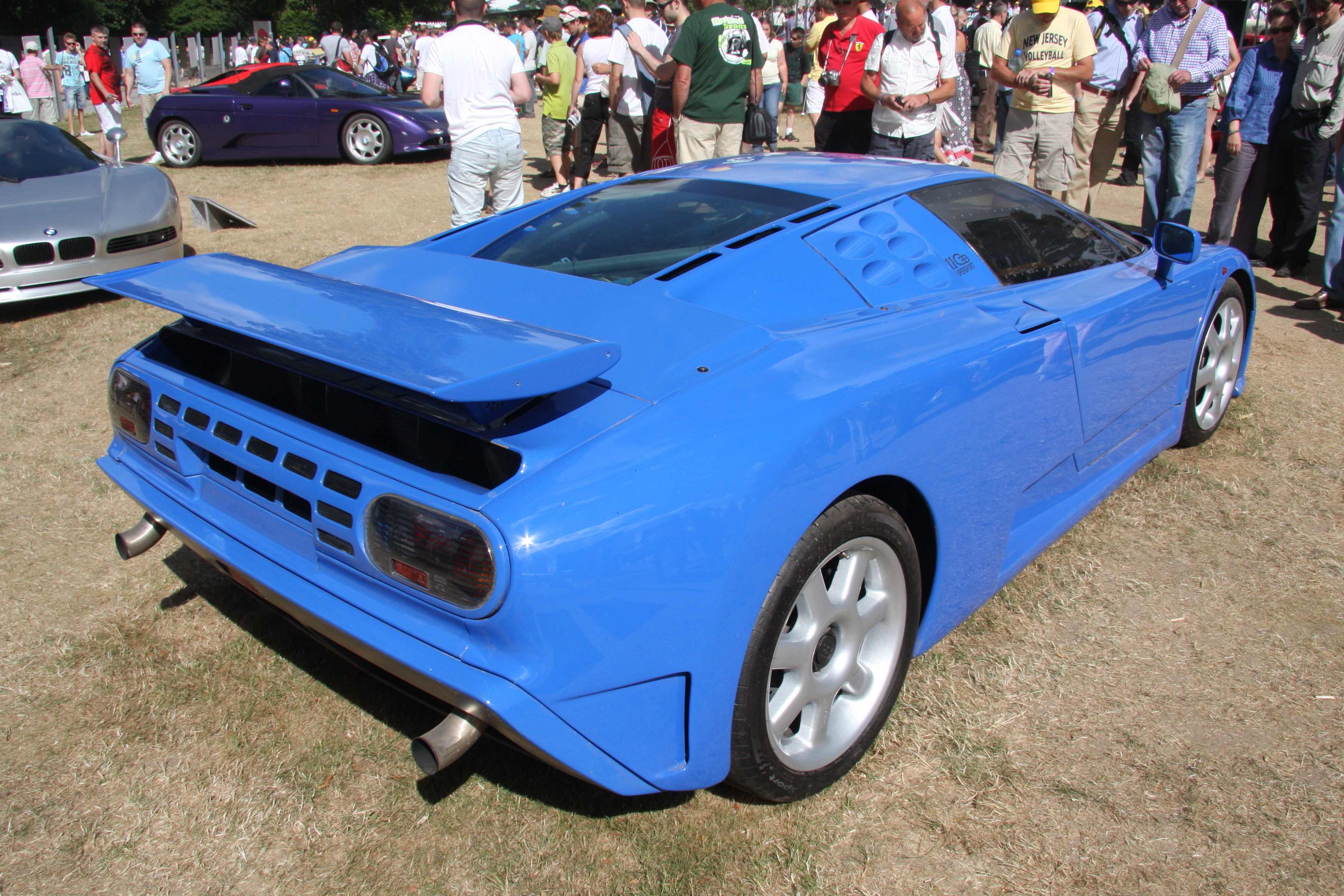
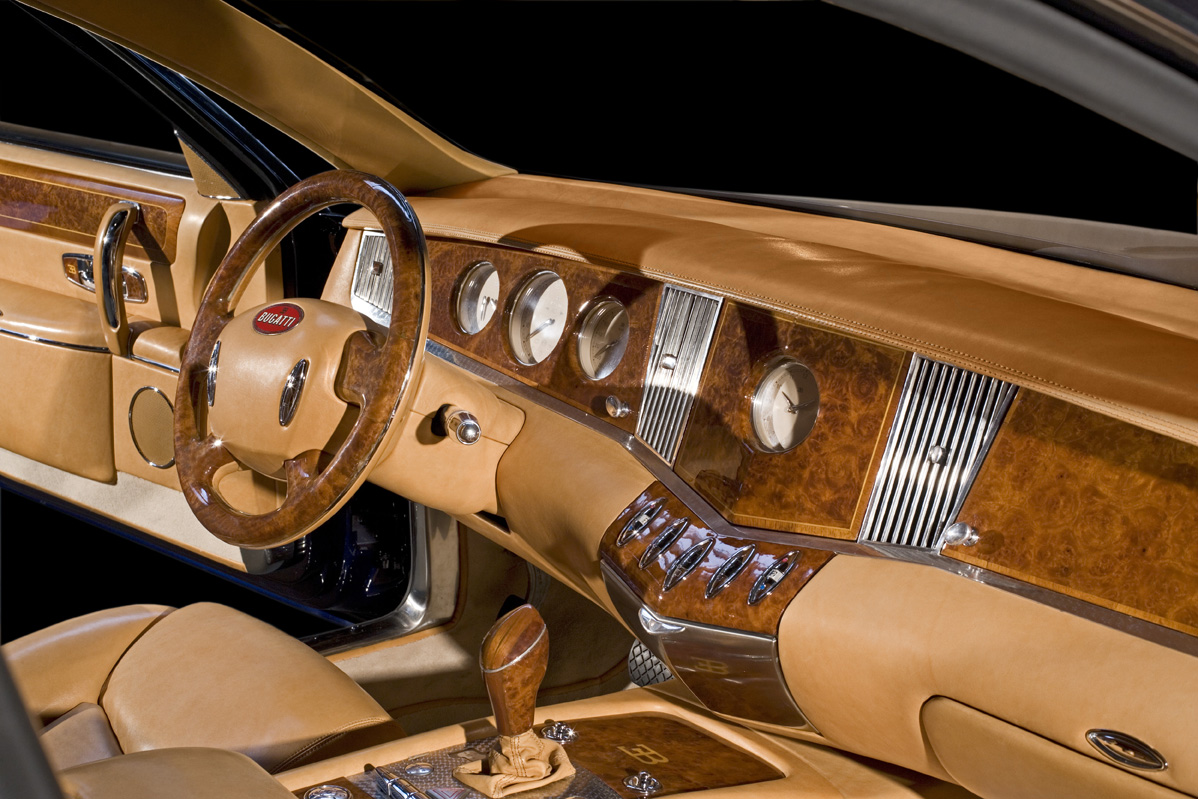
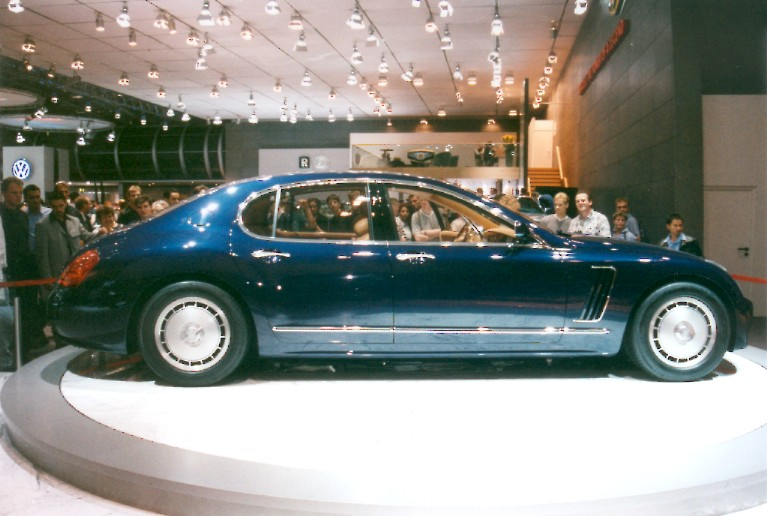
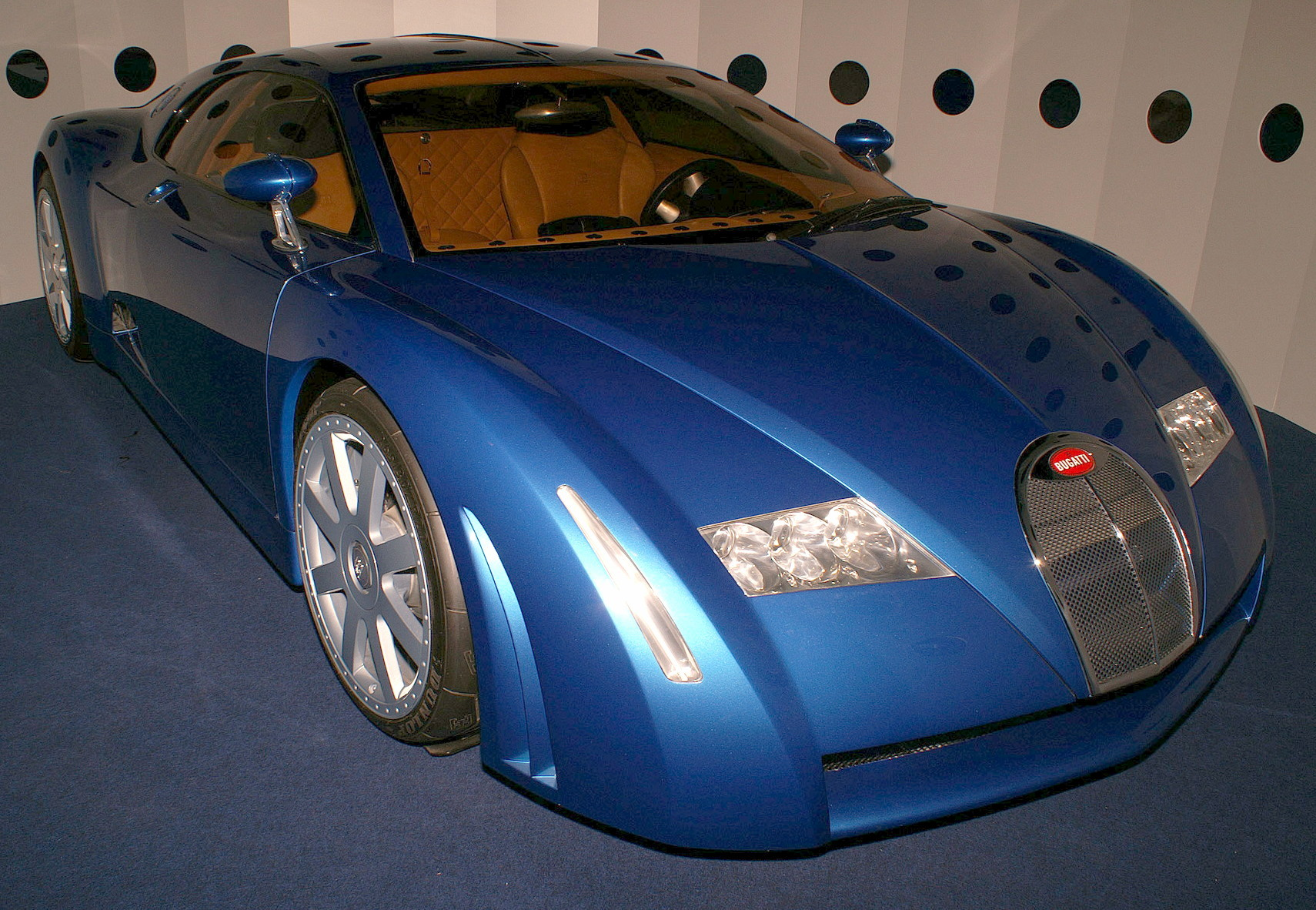
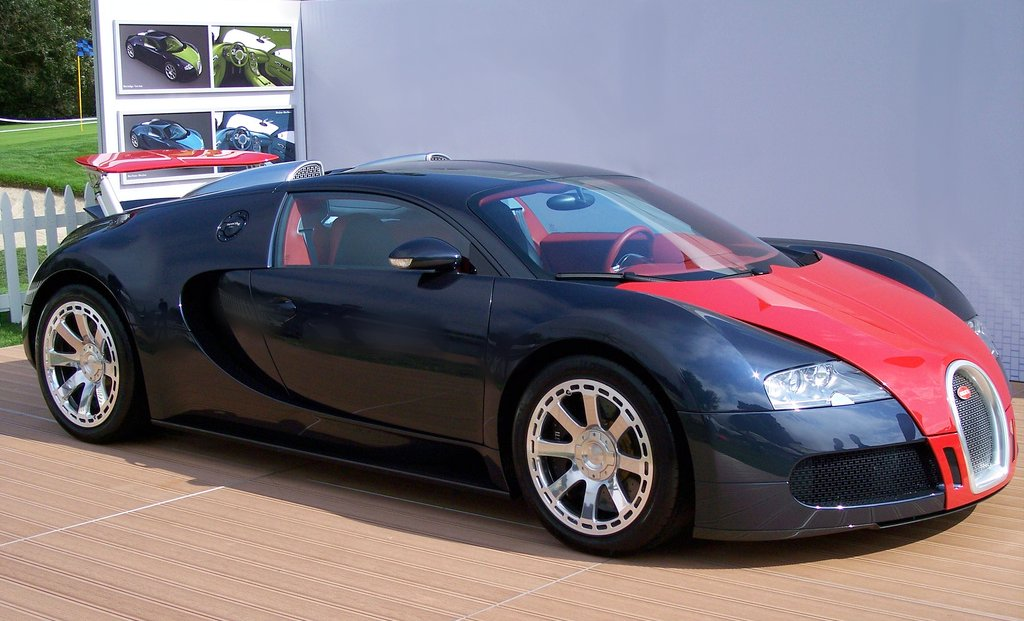
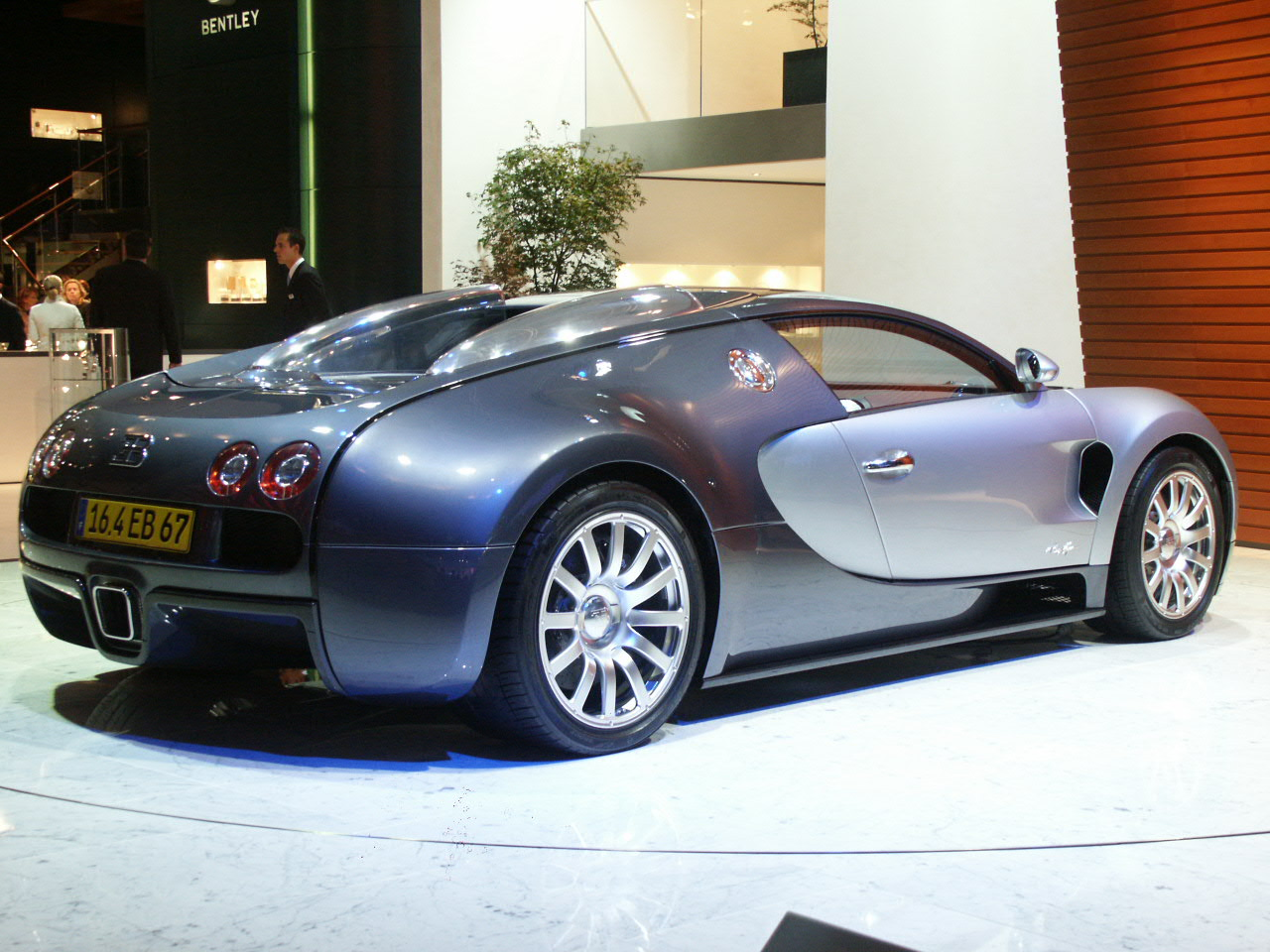
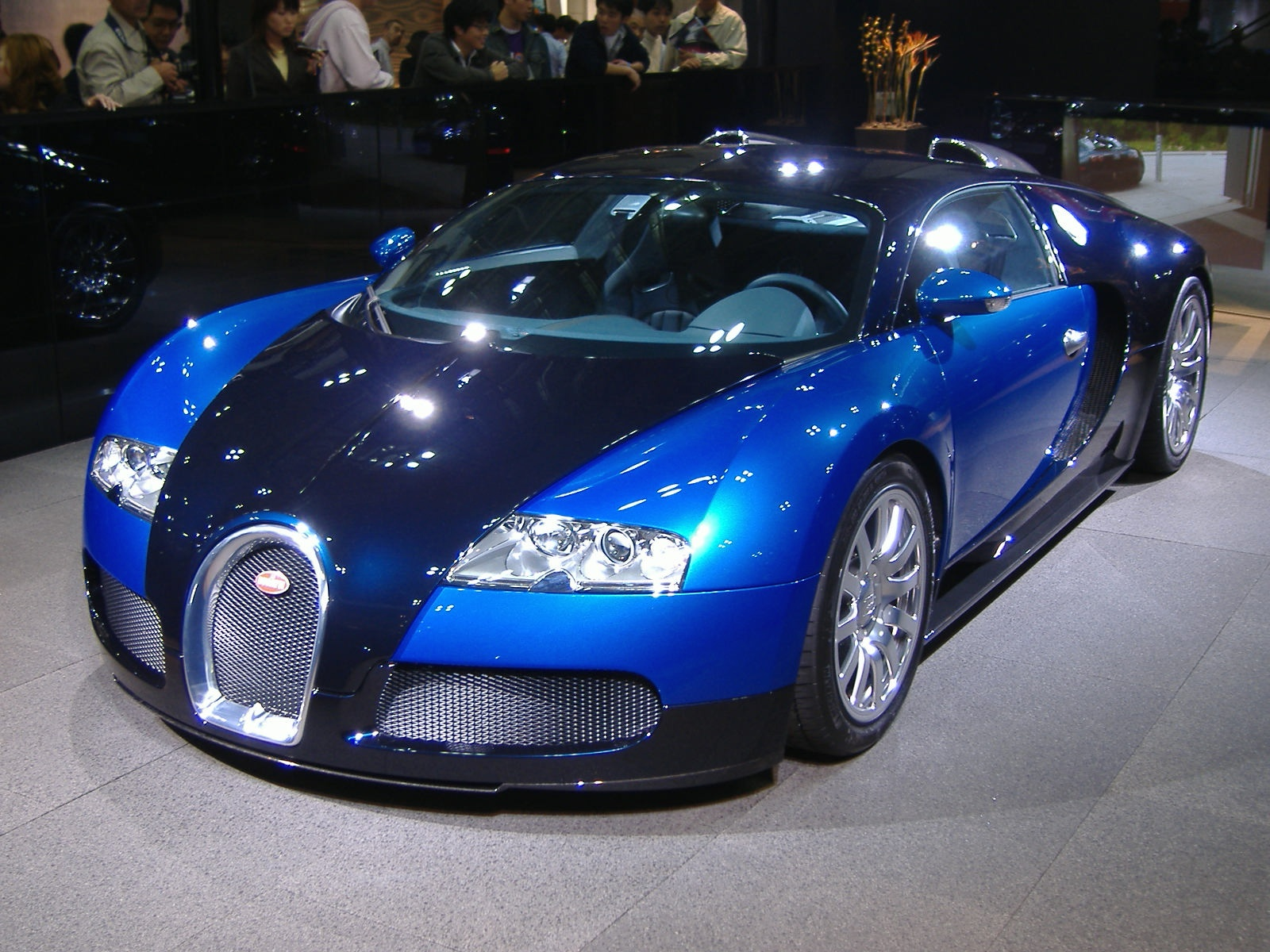
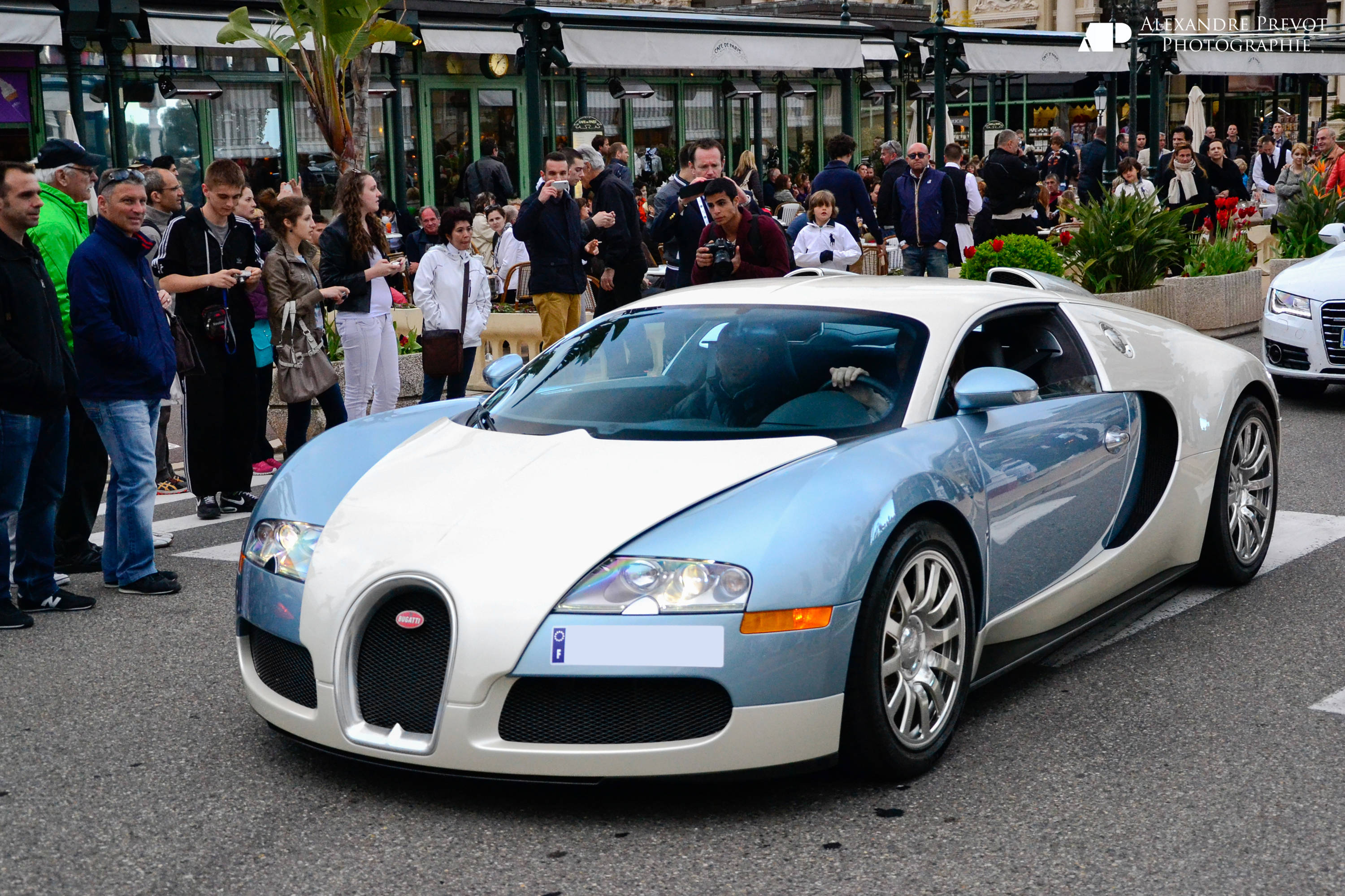
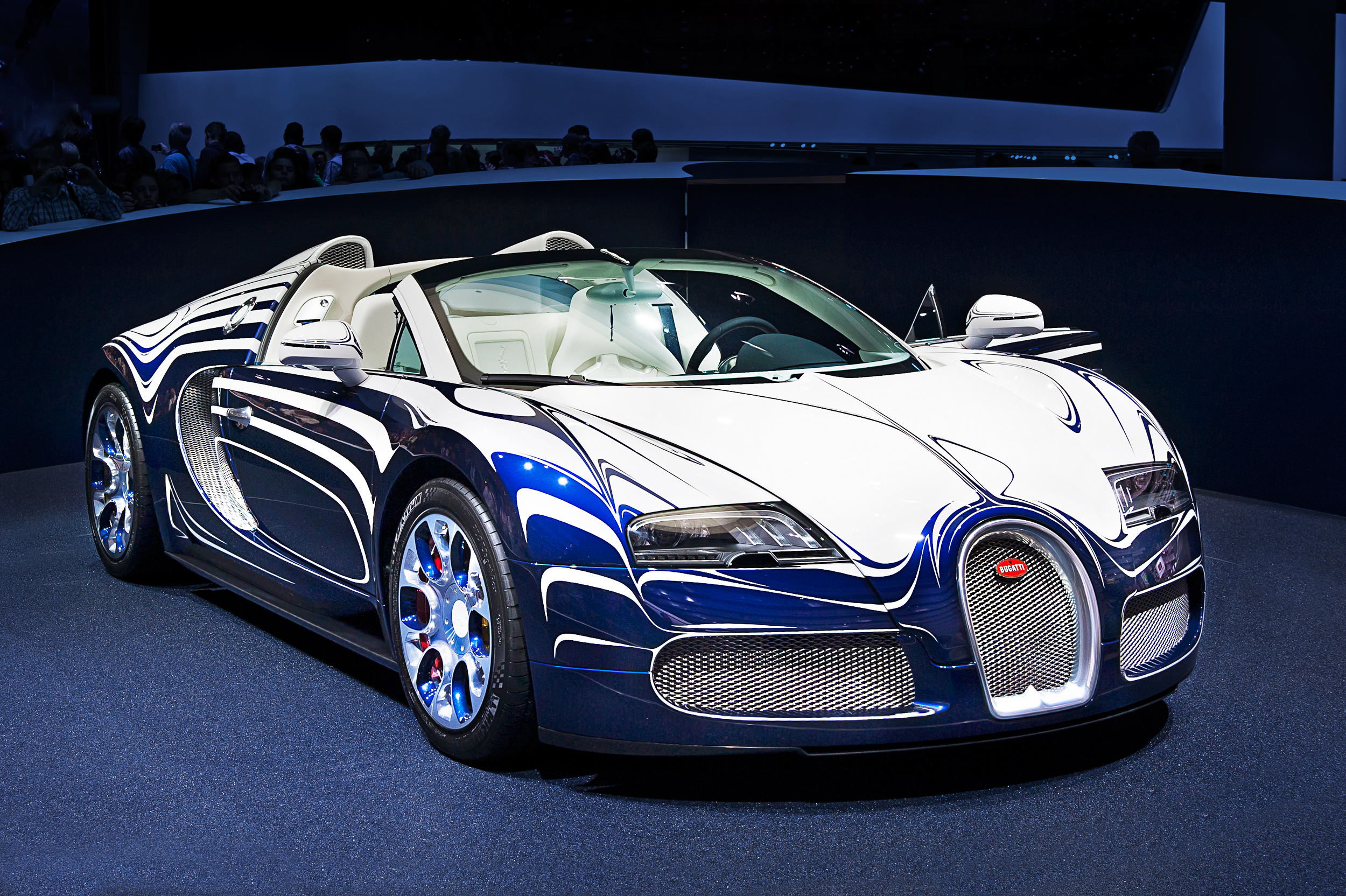
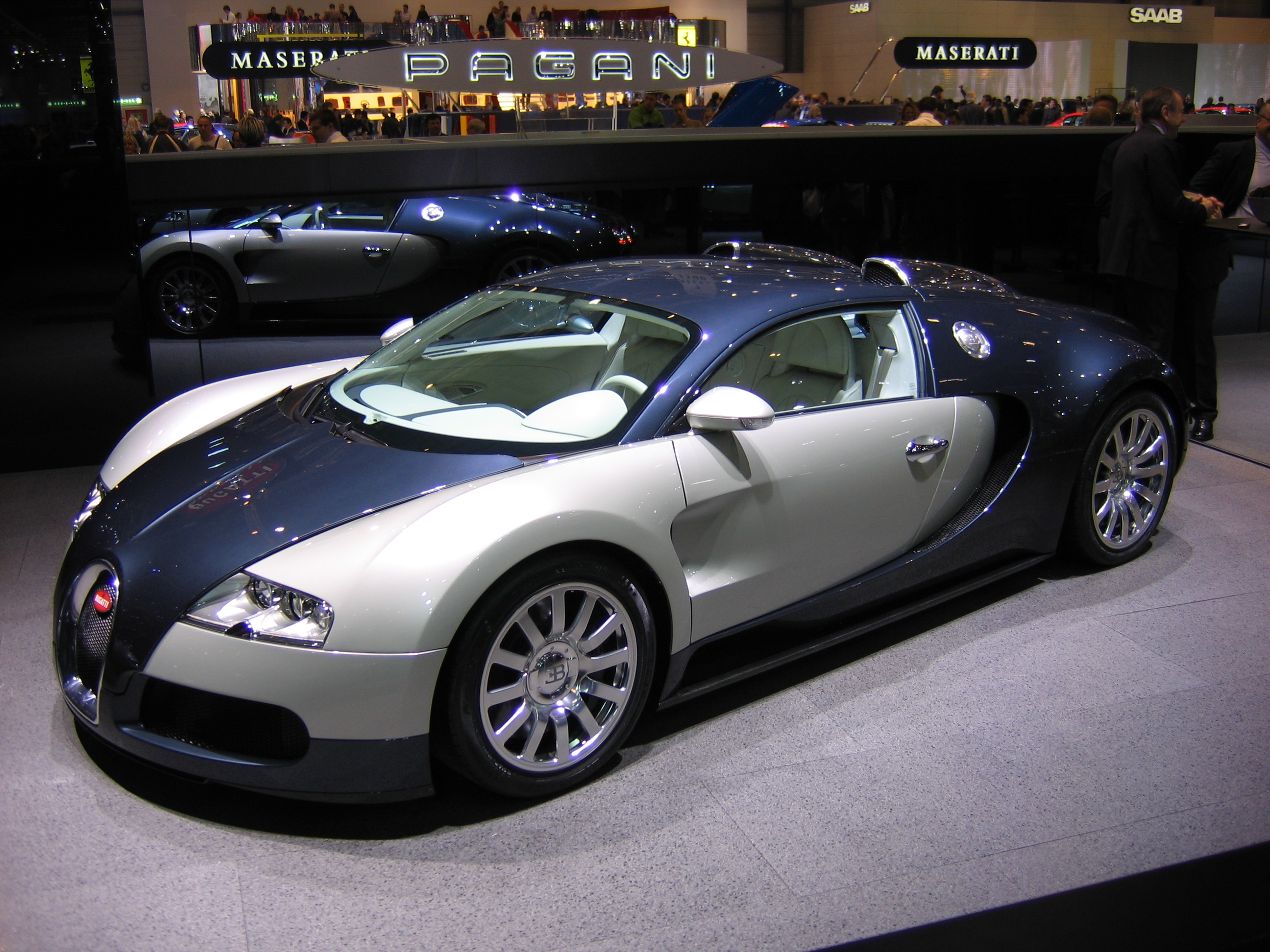
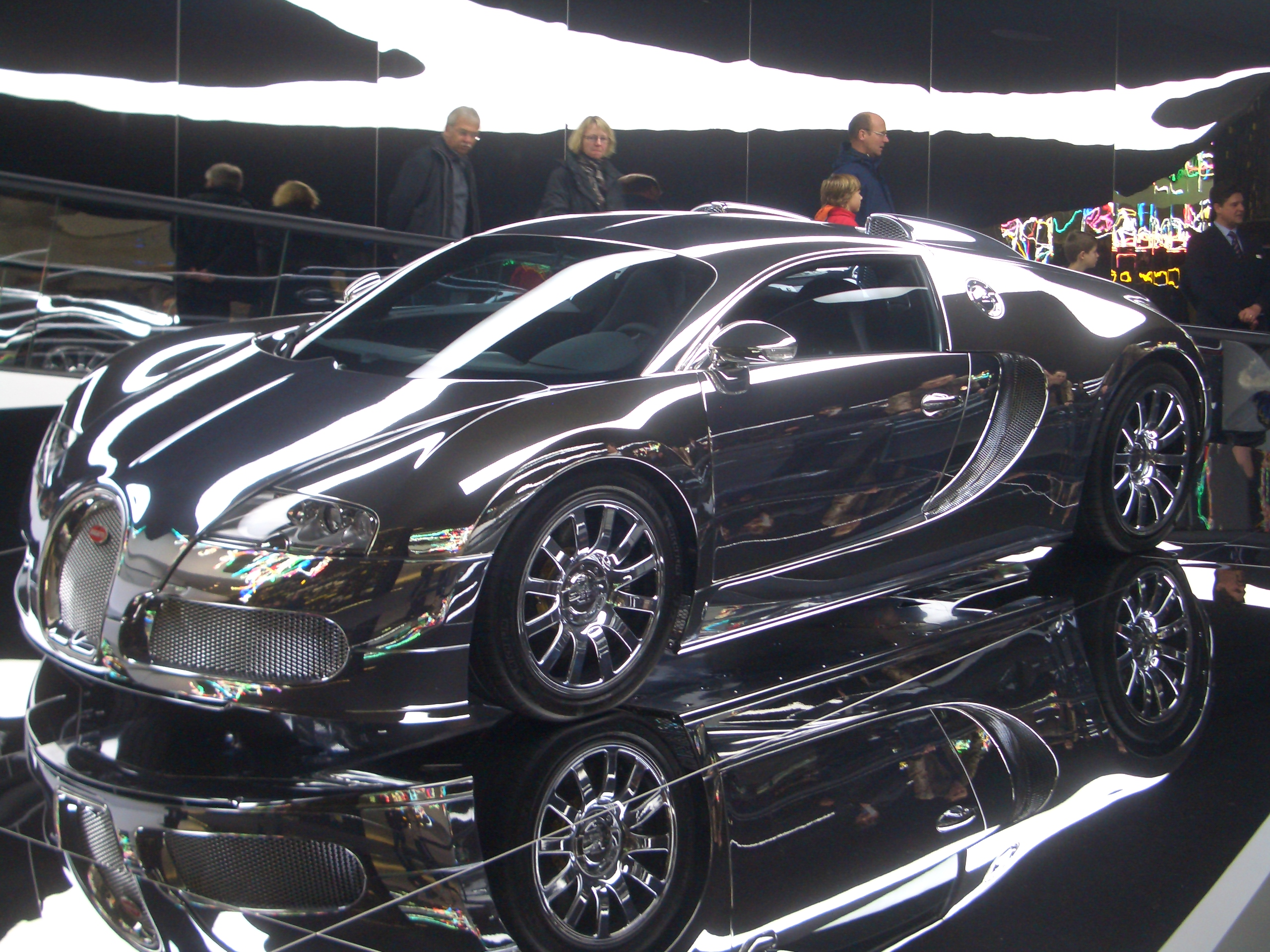
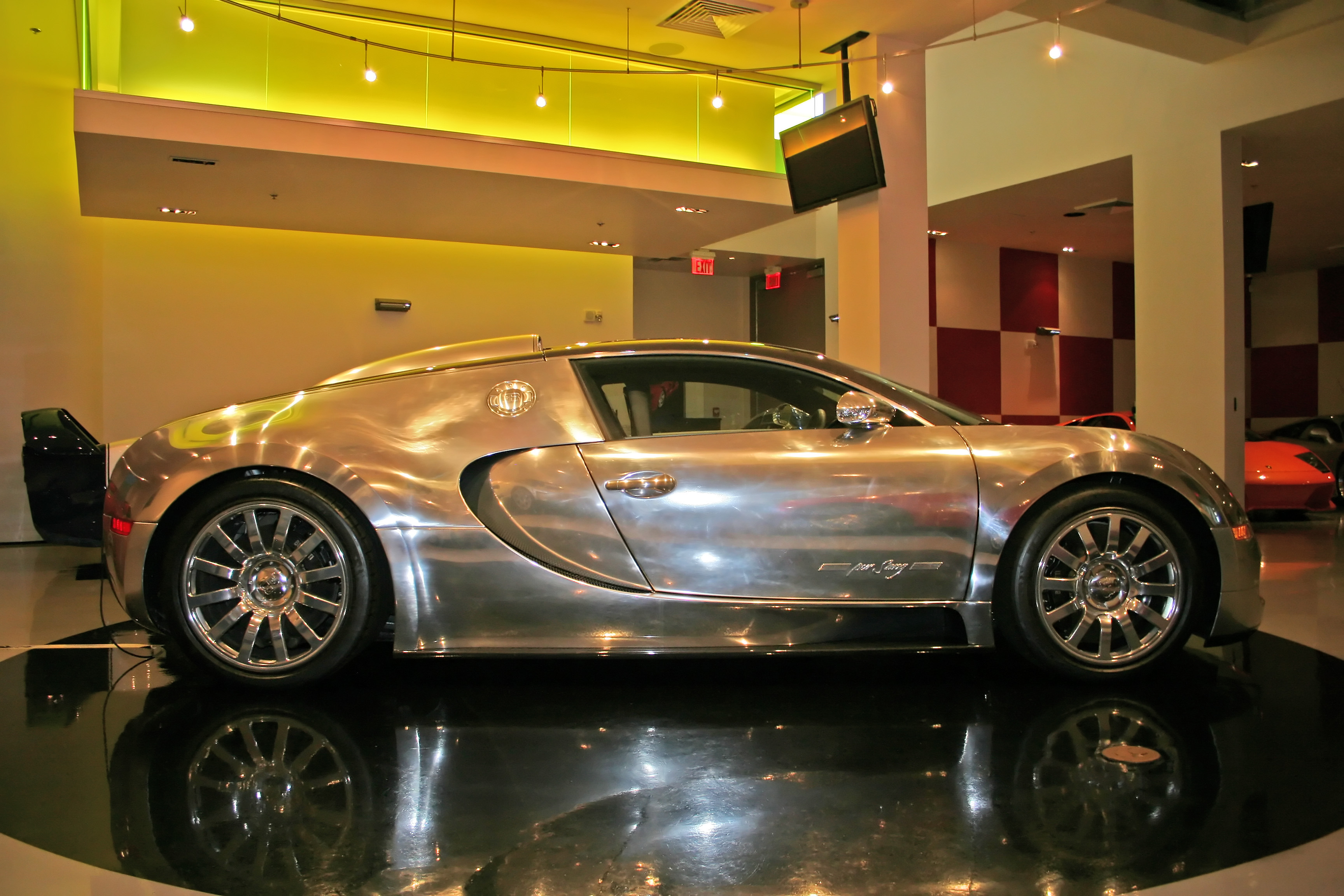
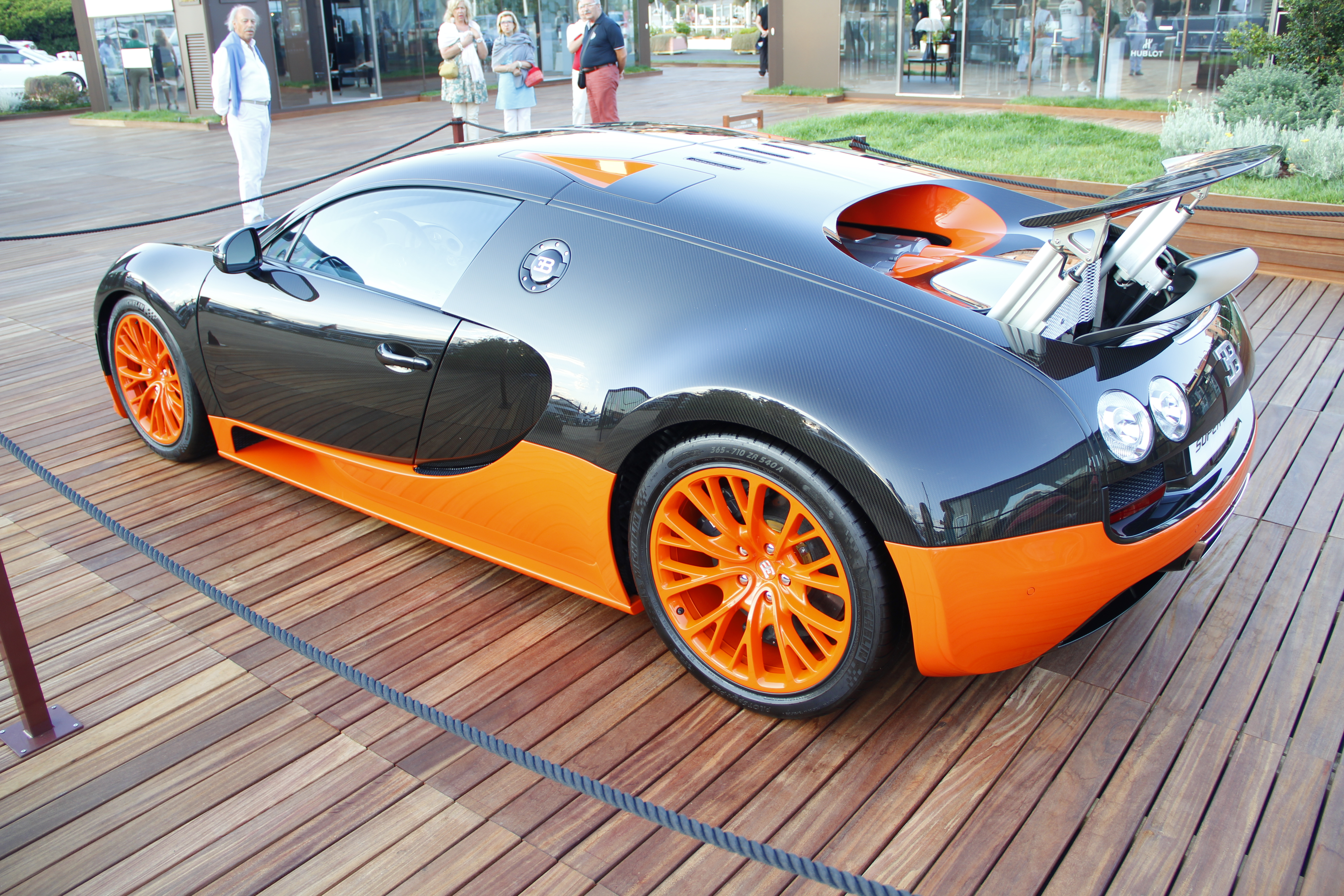
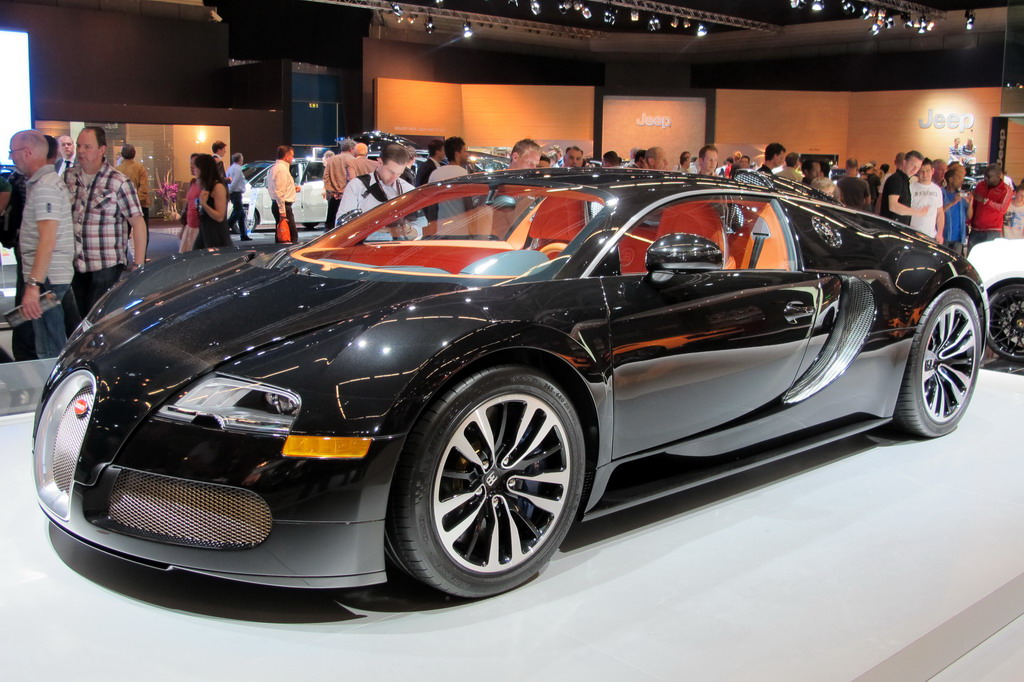

بوگاتی شیرون